# Chinesisch-deutsche Beziehungen
Die Beziehungen zwischen China und Deutschland weisen eine lange und wechselvolle Geschichte auf.

## Frühe Kontakte

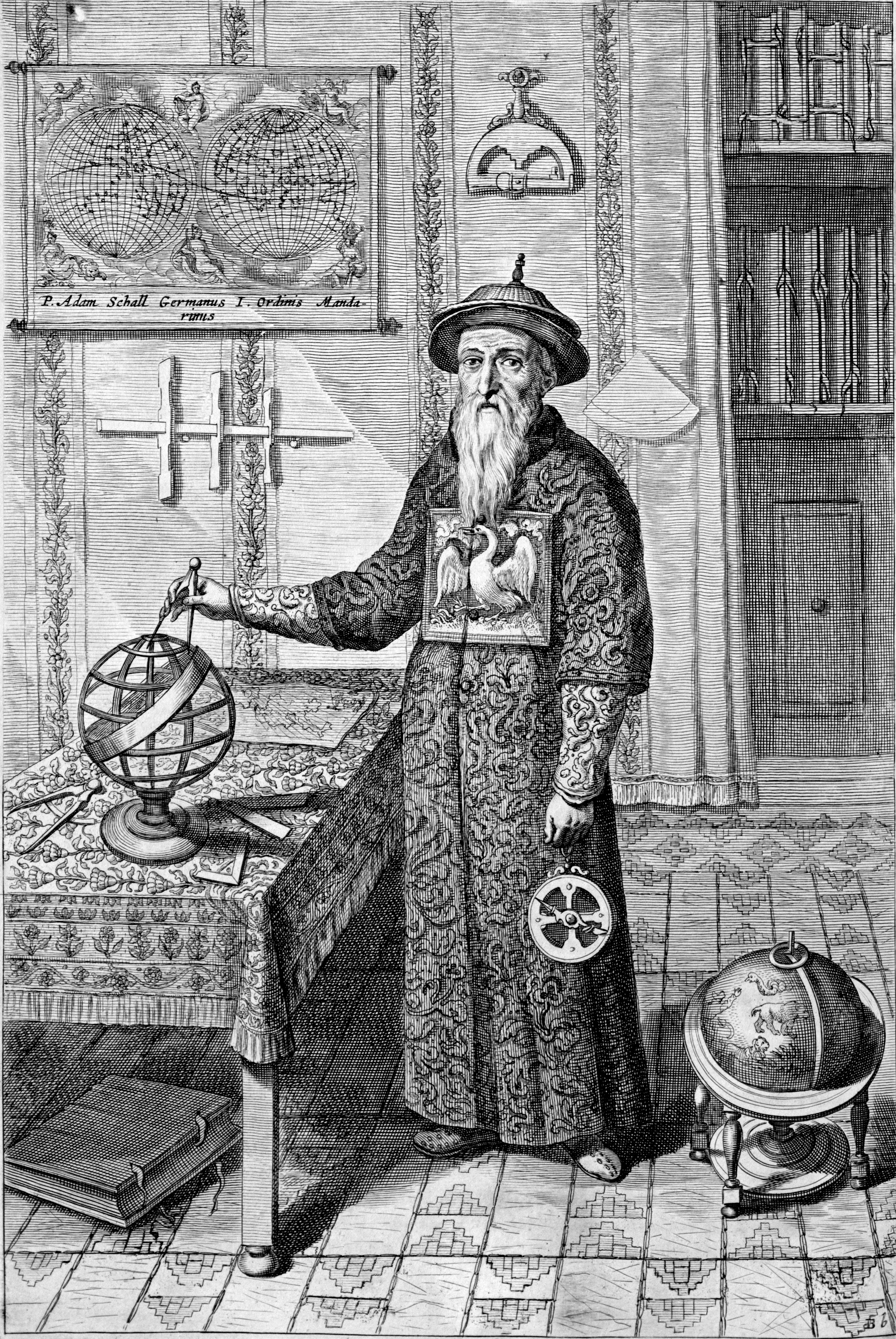
Adam Schall von Bell, deutscher Jesuitenpater am chinesischen Kaiserhof

Erste Kontakte zwischen China und Europa gab es durch die Berichte europäischer Reisender. Zu diesen zählten Johannes de Plano Carpini (1185–1252), Wilhelm von Rubruk (1215–1270), Marco Polos Vater Niccolò Polo, sein Onkel Maffeo Polo (auch Maffio oder Matteo), beide Juwelenhändler aus Venedig, und Marco Polo. Nach der Entdeckung des Seeweges nach Indien durch Vasco da Gama (1469–1524) wurden auch Kontakte auf dem Seeweg möglich. Mit den Handelskontakten ging das europäische Interesse an christlicher Mission einher. 1582 reiste der italienische Jesuitenpater Matteo Ricci nach China und begründete dort die Jesuitenmission, die mehr als ein Jahrhundert dort tätig war. Der europäische Seehandel mit China wurde in dieser Zeit ganz durch Portugiesen und Niederländer dominiert. Insbesondere auf niederländischen Handels- und Kriegsschiffen heuerten auch Deutsche an, so z. B. der aus Thüringen stammende Caspar Schmalkalden, der nach seiner Rückkehr 1652 aus Ostasien einen ausführlichen Reisebericht verfasste. Auf diese Weise gelangten zunehmend Informationen über China nach Deutschland.

## 17. und 18. Jahrhundert

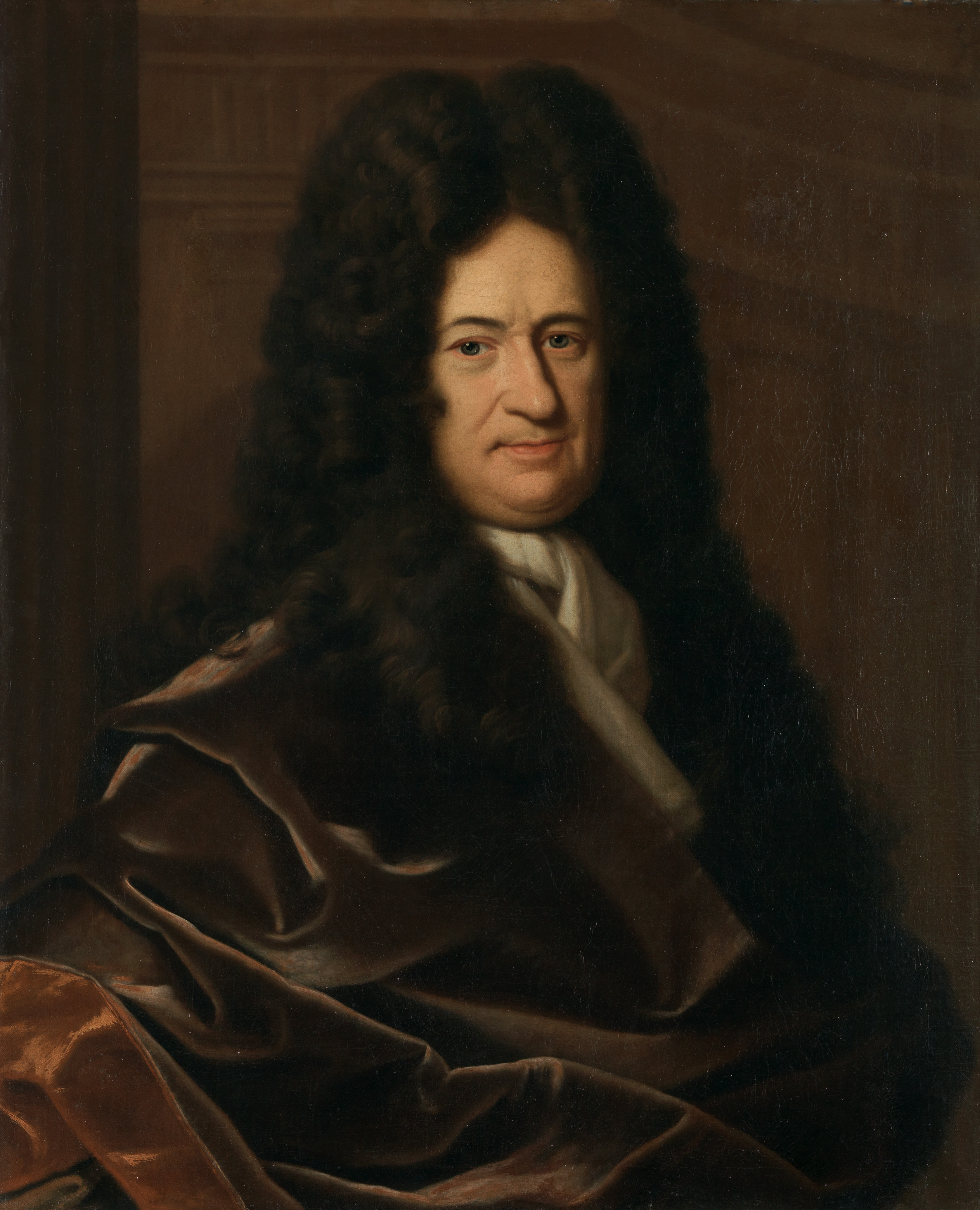
Gottfried Wilhelm Leibniz

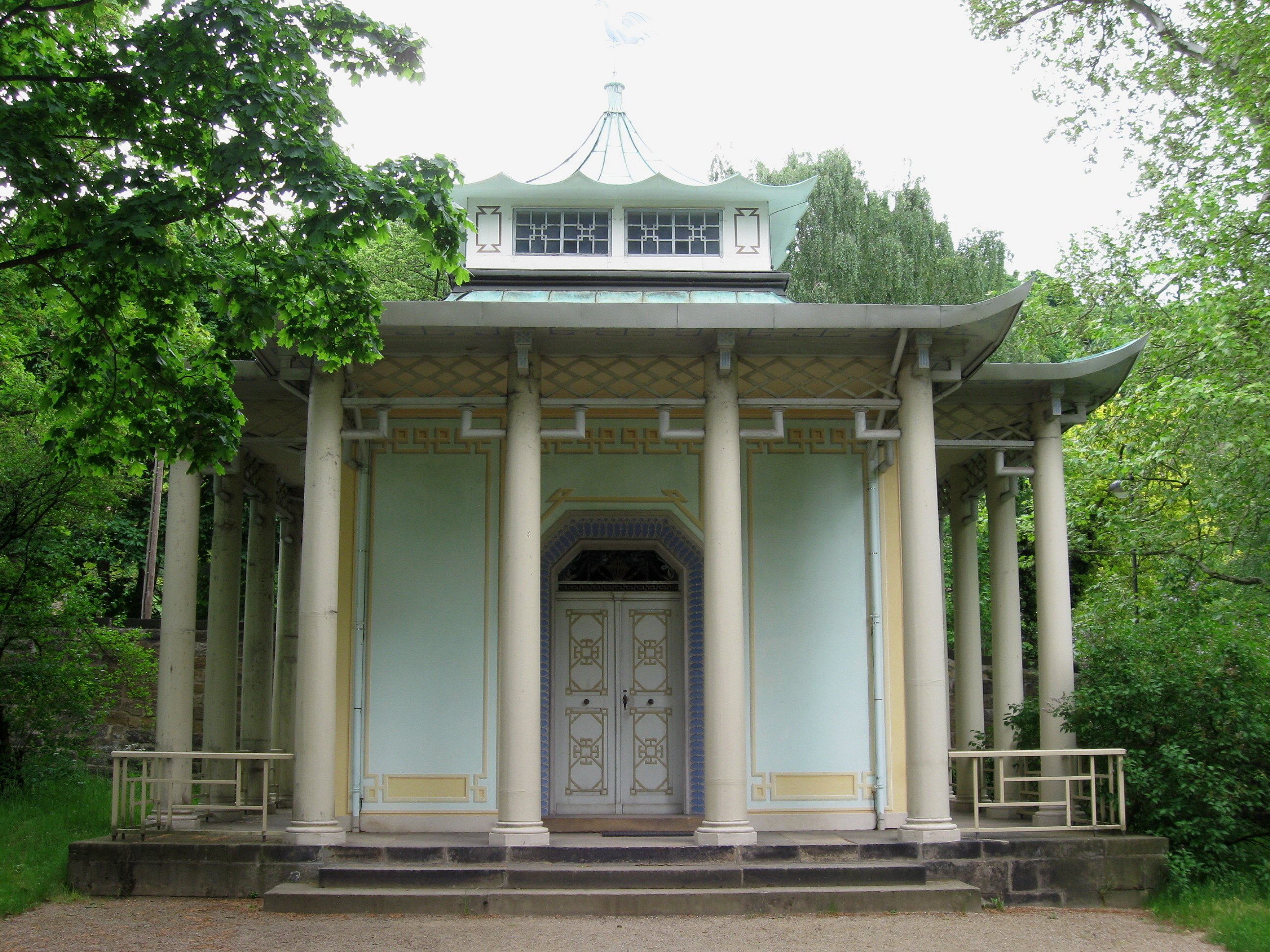
Der Chinesische Pavillon im Park von Schloss Pillnitz

Am chinesischen Kaiserhof wirkten seit Mitte des 17. Jahrhunderts Jesuiten, die dort wegen ihrer astronomischen und mathematischen Kenntnisse geschätzt wurden. Wesentlich durch den deutschen Jesuitenpater Adam Schall von Bell wurde die chinesische Kalenderreform ausgearbeitet. Schall, der am Kaiserhof den Rang eines Mandarins hatte und als direkter Berater des Kaisers fungierte, übersetzte auch mehrere europäische Fachbücher ins Chinesische. Über die Jesuiten gelangten genauere Informationen über die inneren Verhältnisse Chinas nach Europa. Im ausgehenden 17. und im 18. Jahrhundert gab es unter deutschen Intellektuellen ein erhebliches Interesse an der Kultur und Zivilisation Chinas. In Kunst und Architektur ging dies zum Teil parallel mit der Mode der Chinoiserie, in der vermeintlich chinesische Traditionen nachgeahmt wurden. Unter den meisten europäischen Intellektuellen herrschte das Bild Chinas als einer Europa ebenbürtigen, in Einzelaspekten sogar überlegenen Kultur vor. Großes Interesse für die chinesischen Kultur hatte vor allem Gottfried Wilhelm Leibniz, der seit seinen 1689 in Rom mit dem Jesuitenpater Grimaldi geführten Gesprächen bis zum Jahr 1712 in regem brieflichen Kontakt mit den Jesuiten stand. Leibniz äußerte wiederholt seine Hochachtung und seinen Respekt vor chinesischen Kulturleistungen. Ihm schwebte ein wissenschaftlich-kultureller Austausch zwischen Europa und dem chinesischen Kaiserreich auf Basis der gegenseitigen Achtung zum beiderseitigen Nutzen vor. Dem Thema China widmete Leibniz mehrere Bücher und wissenschaftliche Schriften, u. a. die 1697/1699 in zwei Bänden erschienene Novissima Sinica. Neben dem wissenschaftlichen Interesse verfolgte Leibniz auch ein theologisches Interesse. Aus der Erkundung der Frühgeschichte Chinas, beispielsweise auch der Nestorianer, wollte er Erkenntnisse zur Frühgeschichte des Christentums gewinnen und er sah China als ein Feld für die christlich-protestantische Mission an.
Chinesische Handelsgüter erreichten Deutschland vor allem über den anfänglich vor allem portugiesischen und spanischen, ab dem 17. Jahrhundert dann niederländischen und englischen Zwischenhandel, der über See abgewickelt wurde. Exportgüter Chinas waren Porzellan, Seidenarbeiten und Tee. Auch deutsche Kaufleute waren am Chinahandel beteiligt. So erreichten 1751 während der Herrschaft der Qing-Dynastie die ersten Handelsschiffe der Emder „Königlich-Preußischen Asiatischen Compagnie“ China.

## 19. Jahrhundert bis zum Ersten Weltkrieg

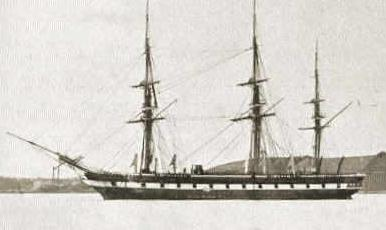
SMS Arcona

Nachdem China lange Zeit sein Desinteresse an intensiveren Handelsbeziehungen bekundet hatte, erfolgte die gewaltsame Öffnung des chinesischen Marktes durch europäische Mächte im Ersten und Zweiten Opiumkrieg (1839–1842 und 1856–1860). Danach wurde Chinas Außenhandel ganz durch Großbritannien und in geringerem Maße durch Frankreich bestimmt. Im Vertrag von Tianjin 1861 musste sich China zur Öffnung des Reiches für den Handel mit verschiedenen europäischen Staaten, darunter auch Preußen verpflichten. Erste offizielle Kontakte zwischen Preußen und dem chinesischen Kaiserreich wurden durch die Eulenberg- oder auch preußische Ostasienexpedition im Jahre 1861 aufgenommen. Wilhelm I. ernannte 1859, als er noch als Prinzregent für seinen kranken Bruder Friedrich Wilhelm IV. handelte, Friedrich Albrecht Graf zu Eulenburg als Sondergesandten im Namen von Preußen und des Deutschen Bundes und schickte ihn auf eine Expedition nach China, Japan und Siam, um diplomatische Beziehungen und Handelsbeziehungen aufzunehmen.
Im Mai 1861 erreichte die Gesandtschaft Tianjin, wo Eulenburg Verhandlungen mit Zongli Yamen für ein Handelsabkommen aufnahm.
Kurz zuvor war Peking durch britische und französische Truppen im Zweiten Opiumkrieg besetzt worden, und Kaiser Xianfeng befand sich noch immer in Chengde im Exil. Die Verhandlungen zogen sich über drei Monate hin, und der chinesische Kaiser verstarb im späten August. Am 2. September 1861 kam es zum Abschluss eines Handelsvertrages, den Chonglun als Vertreter Chinas unterschrieb. In diesem Vertrag repräsentierte Preußen den gesamten Deutschen Zollverein und legte die Grundlage für die deutsch-chinesischen Beziehungen bis zum Ersten Weltkrieg, als die Verträge einseitig von China, als einer der ungleichen Verträge mit den acht Fremdnationen, aufgekündigt wurden.
Mit der raschen Industrialisierung Deutschlands in der zweiten Hälfte des 19. Jahrhunderts nahmen die deutschen Handelsinteressen in China zu. 1890 wurde die Deutsch-Asiatische Bank mit dem Zweck gegründet, deutsche Investitionen in China zu finanzieren. 1896 lag das Deutsche Reich hinter den Briten auf Platz zwei der Handels- und Schifffahrtsstatistik Chinas.

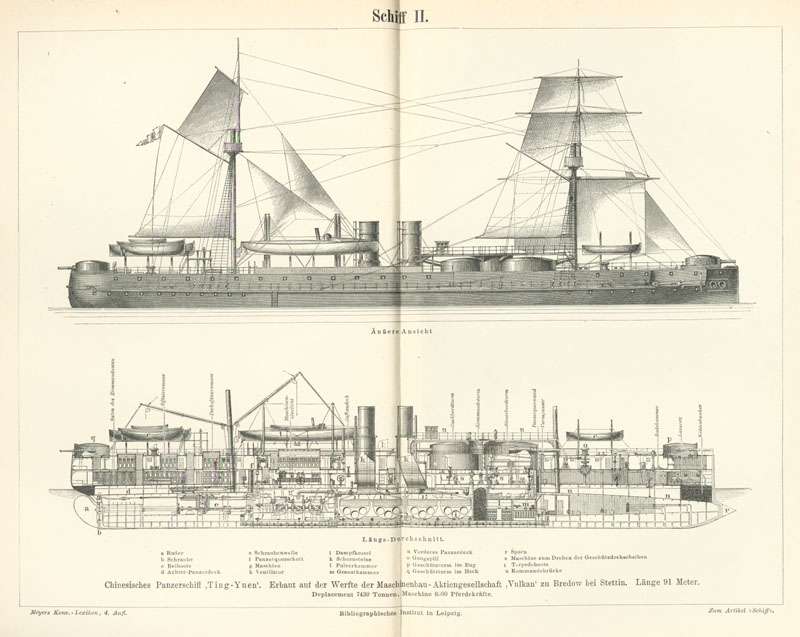
Chinesisches Panzerschiff „Ting-Yuen“

Längere Zeit verfolgte die deutsche Politik im Gegensatz zum Vereinigten Königreich und Frankreich keine eigenen territorialen Interessen und trat dort nicht als Kolonialmacht in Erscheinung. Daher sah die chinesische Regierung Deutschland als Partner, der China bei seiner Modernisierung helfen könnte. So kaufte die chinesische Regierung zwei in Deutschland gebaute Schlachtschiffe, die Dingyuan und ihr Schwesterschiff Zhenyuan für seine Marine ein. Nachdem Chinas erste Bemühungen um Modernisierung, gefolgt von der Niederlage im ersten chinesisch-japanischen Krieg, gescheitert waren, bat Yuan Shikai um deutsche Hilfe beim Aufbau der „Selbststärkungsarmee“ (chinesisch 自強軍, Pinyin Zìqiáng Jūn) und der Neu geschaffenen Armee (新建陸軍; Xīnjìan Lùjūn). Deutsche Investitionen betrafen nicht nur Militärgüter, sondern auch die Industrie. Zum Beispiel wurde in den späten 1880er Jahren das Unternehmen Krupp von der chinesischen Regierung beauftragt, eine Reihe von Befestigungen um Port Arthur zu errichten.

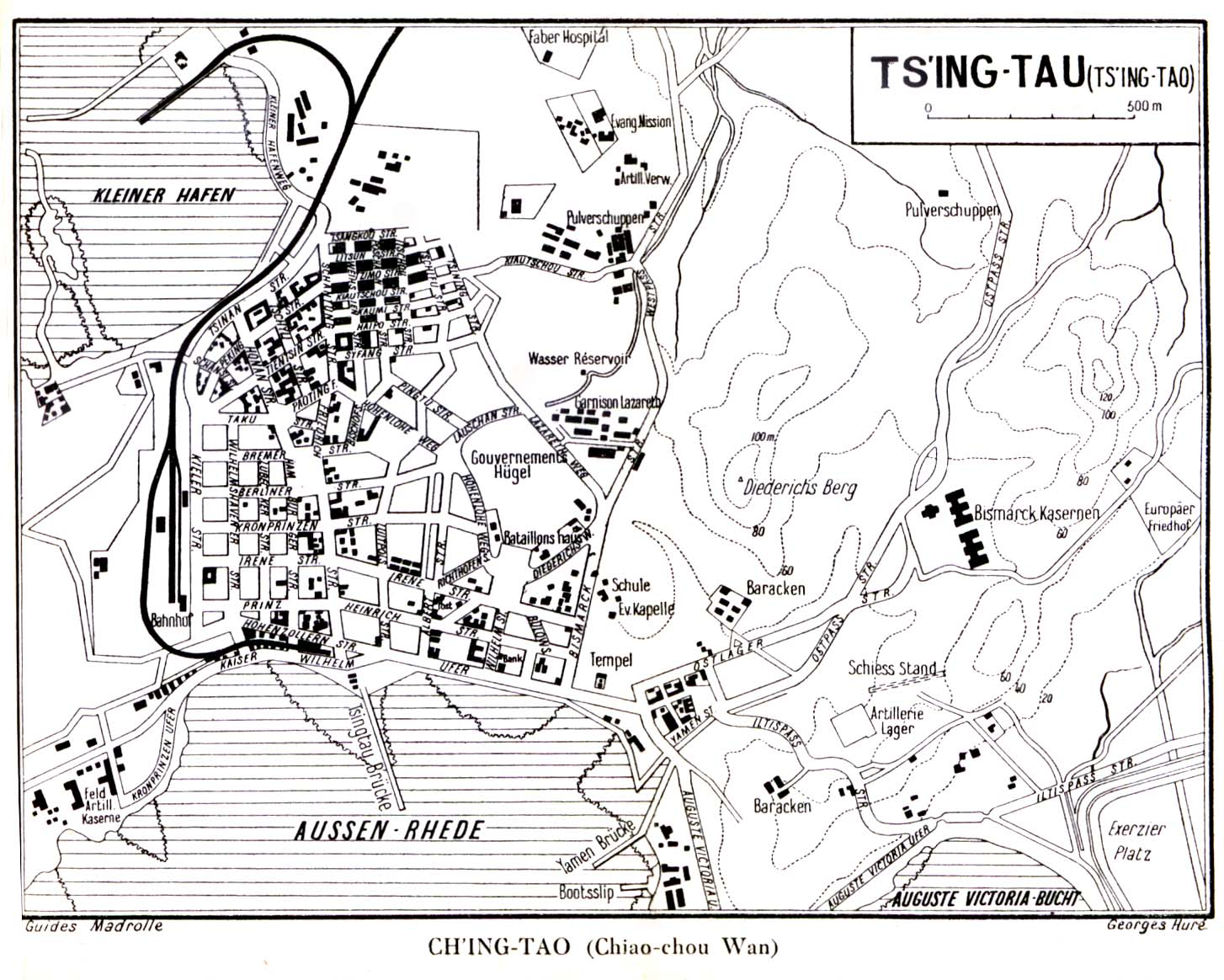
Karte von Tsingtau im deutschen Pachtgebiet Kiautschou

Unter der Herrschaft Wilhelms II. schlug die deutsche China-Politik in der Hochphase des Imperialismus eine aggressivere Richtung ein. Japan wurde nach dem ersten chinesisch-japanischen Krieg mit der Intervention von Shimonoseki dazu gezwungen, seine Konzessionen in Hankou und Tianjin an Deutschland abzutreten. Auch zwang Deutschland 1897 China, ein Gebiet an der Kiautschou-Bucht in Shandong für 99 Jahre an das Deutsche Reich zu verpachten. Das Gebiet war durch das Reichsmarineamt ausgewählt worden, da hier ein großer Naturhafen bestand, der sich als Flottenstützpunkt für die im Ausbau begriffene deutsche Kriegsflotte eignete. Mit erheblichen finanziellen Aufwendungen baute das Marineamt Kiautschou in den folgenden 15 Jahren zum größten Hafen Nordchinas aus. Heute dort noch existierende Hinterlassenschaften der kurzen deutschen Kolonialherrschaft sind die Qingdao-Universität (1909 als Deutsch-Chinesische Hochschule gegründet) und die bekannte Tsingtao-Brauerei, die von deutschen Brauerei-Ingenieuren errichtet wurde.
Der Boxeraufstand von 1900, der sich gegen die westlichen Einmischungen in China richtete, wurde durch eine paneuropäische Strafexpedition unter Führung des deutschen Generalfeldmarschalls Alfred von Waldersee niedergeschlagen. Das Ereignis bildete einen Tiefpunkt der chinesisch-deutschen Beziehungen. Anlässlich der Verabschiedung deutscher Truppen nach China hielt Kaiser Wilhelm II. seine berüchtigte Hunnenrede. Die Aufteilung Chinas unter die Kolonialmächte wurde letztlich nur durch deren gegenseitiges Misstrauen und die nicht übereinstimmenden Territorialansprüche verhindert. Die westlichen Mächte und Japan einigten sich auf eine Politik der offenen Tür. China verlor für einige Jahre wesentliche Souveränitätsrechte wie die Kontrolle über die Zollverwaltung, die unter internationale Kontrolle gestellt wurden.
Die Entwicklung des modernen chinesischen Rechts wurde in dieser Zeit maßgeblich vom deutschen Recht beeinflusst. Vor dem Fall der Qing-Dynastie begannen chinesische Reformer, ein Bürgerliches Gesetzbuch auszuarbeiten, das größtenteils auf dem deutschen BGB basierte, welches auch schon in Japan (und indirekt auch Korea) übernommen wurde. Obwohl dieser Entwurf nicht vor dem Zusammenbruch der Qing-Dynastie verkündet wurde, war er die Grundlage für das Bürgerliche Gesetzbuch der Republik China, welches 1930 eingeführt wurde. Bis heute gilt es in Taiwan und hat das geltende Recht in Festlandchina beeinflusst.

## Deutschlands Sonderrolle für China
Im Gegensatz zu Frankreich, Großbritannien, Russland und den Vereinigten Staaten haben die meisten Chinesen auf Deutschland einen wohlwollenden und positiven Blick. Dies liegt maßgeblich daran, dass mit Preußen und später dem Deutschen Kaiserreich in der Zeit der größten chinesischen Schwächephase – unmittelbar in der Zeit seit dem Zweiten Opiumkrieg –  keine Gebietsabtretungen (Russland), kein Kunstraub (Frankreich und Großbritannien) und auch keine Destabilisierungspolitik (USA) verbunden werden. Die wahrgenommene Rolle von Deutschland als einem tatsächlichen oder vermeintlich ehrlichen Makler zwischen China und dem Westen bestimmt bis heute das chinesische Bild als bemerkenswerte Ausnahme unter den westlichen Nationen und gab Deutschland bei der wirtschaftlichen Entwicklung Chinas seit Deng Xiaoping Anfang der 1980er unter den westlichen investitionswilligen Ländern ursächlich den Vorrang, so Frank Sierens Berichterstattung über Chinas Umgang beim Tod von Helmut Schmidt im Jahre 2015.

## 20. Jahrhundert bis zur Gründung der Volksrepublik China
Dennoch wurden die chinesisch-deutschen Beziehungen in der Zeit vor dem Ersten Weltkrieg weniger intensiv. Ein Grund dafür war die politische Isolation Deutschlands, die sich durch die Anglo-Japanische Allianz von 1902 und die Triple Entente von 1907 immer deutlicher abzeichnete. Daher schlug Deutschland 1907 ein deutsch-chinesisch-amerikanisches Abkommen vor, welches aber nie umgesetzt wurde. 1912 bot Deutschland der chinesischen Regierung ein Darlehen von sechs Millionen Mark an und nahm die Rechte zum Bau der chinesischen Eisenbahn in Shandong wieder auf. Als 1914 der Erste Weltkrieg in Europa ausbrach, bot Deutschland China die Rückgabe der Kiautschou-Bucht an, um zu verhindern, dass die Konzessionen an Japan fielen. Trotzdem trat Japan auf Seiten der Alliierten in den Krieg ein und setzte den Angriff auf deutsche Konzessionen in China fort. Japan nahm die Kiautschou-Bucht und Tsingtao ein. Während des Krieges nahm Deutschland keine aktive Rolle im fernen Osten ein und unternahm auch keine Initiative zu bedeutenden Aktionen, da man sich auf den Krieg in Europa konzentrierte.
Am 17. Februar 1917 torpedierte das deutsche U-Boot U 65 südöstlich von Malta den französischen Truppentransporter Athos, der daraufhin sank und u. a. 543 chinesische Vertragsarbeiter mit in den Tod riss. Am 14. August 1917 erklärte China Deutschland den Krieg und gewann die deutschen Konzessionen in Hankou und Tianjin. Nach der Niederlage Deutschlands sollte China weitere deutsche Einflussgebiete zurückerhalten. Mit dem Vertrag von Versailles gingen diese Konzessionen jedoch an Japan. Das Gefühl des Verrats durch die Alliierten entzündete die nationalistische Bewegung des vierten Mai. Im Ergebnis versetzte der Erste Weltkrieg den chinesisch-deutschen Beziehungen einen ernsten Schlag, insbesondere war der Handel betroffen. Zum Beispiel hatten von den fast 300 deutschen Unternehmen, die 1913 in China ansässig waren, schon 1919 nur noch zwei Unternehmen dort Standorte.

### Erster Weltkrieg
1917 wurde China nach der Erklärung des U-Boot-Kriegs durch das Deutsche Reich in den Ersten Weltkrieg einbezogen, indem es den Mittelmächten Deutschland und Österreich-Ungarn den Krieg erklärte. China sandte zwar keine Truppen auf den europäischen, kleinasiatischen oder afrikanischen Kriegsschauplatz, unterstützte die französische Rüstungsindustrie, Landwirtschaft und Bergbau aber mit rund 140.000 chinesischen Kontraktarbeitern für das Etappengebiet der britischen Truppen in Frankreich. Die inneren Wirren hielten China davon ab, am Krieg direkt teilzunehmen. Chinas wichtigstes Motiv, überhaupt in den Krieg einzutreten, war die Angst vor Japans harter imperialistischer Interessenpolitik. Im November 1914 hatten die Japaner kurz nach ihrem Eintritt in den Weltkrieg die deutsche Kolonie Kiautschou/Tsingtau an Chinas Küste eingenommen. Japan hatte nun Appetit auf neue Eroberungen bekommen. China wollte den Beistand der europäischen und amerikanischen Alliierten des Weltkriegs, um sein Territorium gegen Japan zu sichern – und diesen Beistand sollte es bekommen, indem es den Feinden der Alliierten den Krieg erklärte.

### Chinesisch-deutsche Kooperation in den 1920er Jahren

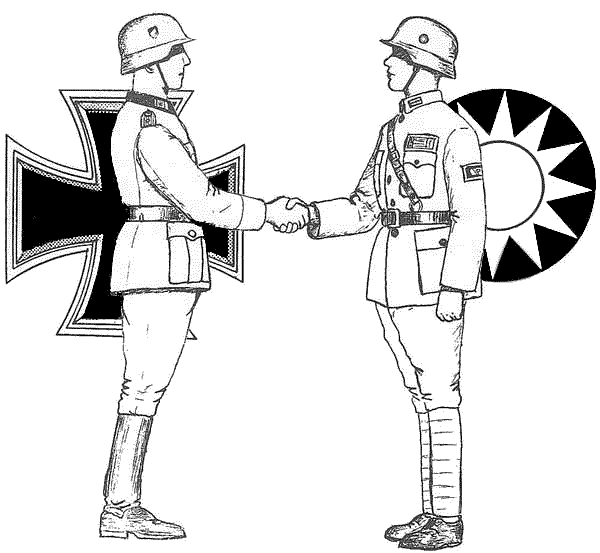
Chinesisch-deutsche Militärkooperation

Durch den Versailler Vertrag wurde die deutsche Militärrüstung stark eingeschränkt. Die Reichswehr wurde auf 100.000 Mann begrenzt, und auch die Militärproduktion wurde außerordentlich eingeschränkt. Dennoch beschnitt der Vertrag nicht Deutschlands Führungsposition in Sachen Militärentwicklung. Viele Unternehmen hielten daran fest, weiterhin Militärausrüstung zu erforschen und zu produzieren. Um weiterhin legal Waffen produzieren und verkaufen zu können und die Beschränkungen des Vertrages zu umgehen, schlossen diese Unternehmen Partnerschaften mit anderen Nationen, wie der Sowjetunion und Argentinien.
Nach dem Tod von Yuan Shikai brach in China die zentrale Beiyang-Regierung zusammen, und ein Bürgerkrieg, in dem verschiedene Kriegsherrn um die Vorherrschaft kämpften, brach aus. Daher begannen viele deutsche Waffenproduzenten damit, zu versuchen, die gewerblichen Verbindungen mit China wieder aufzubauen, um auf dessen breitem Markt für Waffen Fuß zu fassen.
Auch die Kuomintang-Regierung in Guangzhou strebte nach deutscher Unterstützung, und Chu Chia-hua (朱家驊; Zhū Jiāhuá), der in Deutschland studiert hatte, trat hervor. Er war von 1926 bis 1944 bei der Organisation fast jedes chinesisch-deutschen Kontaktes maßgeblich beteiligt. Neben dem deutschen technologischen Fortschritt gab es weitere Gründe, die Deutschland wieder eine Führungsposition in der chinesischen Außenpolitik einbrachten. Zunächst hatte Deutschland, nach dem Verlust sämtlicher Kolonien im Ersten Weltkrieg, keine imperialistischen Ambitionen mehr in China. Dort waren die fremdenfeindlichen Proteste von 1925 bis 1926 hauptsächlich gegen Großbritannien gerichtet. Zusätzlich hatte Deutschland, anders als die Sowjetunion, die bei der Reorganisation der Kuomintang-Partei und der Öffnung dieser für Kommunisten half, keine politischen Interessen in China, die zur Konfrontation mit der Zentralregierung hätten führen können. Weiterhin sah Chiang Kai-shek die deutsche Geschichte als nachahmenswert an, vor allem in der Hinsicht, dass die Vereinigung des Deutschen Reiches nach Chiangs Ansicht lehrreich für die Einigung Chinas sein könnte. Folglich wurde Deutschland als Hauptkraft für Chinas internationale Entwicklung angesehen.
1926 lud Chu Chia-hua Max Bauer nach China ein, um die dortigen Anlagemöglichkeiten zu erkunden. Im folgenden Jahr traf Bauer in Guangzhou ein, und ihm wurde ein Posten als Chiang Kai-sheks Berater angeboten. Bauer kehrte 1928 nach Deutschland zurück, um dort geeignete industrielle Kontakte für Chinas „Wiederaufbau“ zu knüpfen. Er begann mit der Anwerbung für eine dauerhafte beratende Vertretung bei Chiang Kai-shek in Nanking. Aber Bauer war nicht gänzlich erfolgreich, da viele deutsche Unternehmen wegen der instabilen politischen Lage in China zögerten. Auch war Bauer wegen seiner Beteiligung am Kapp-Putsch von 1920 in Deutschland in Misskredit geraten. Hinzu kam, dass Deutschland durch den Versailler Vertrag weiterhin eingeschränkt war, was direkte Investitionen in das Militär unmöglich machte. Max Bauer starb sieben Monate nach seiner Rückkehr nach China an den Pocken und wurde in Shanghai begraben. Dennoch legte Bauers kurze Zeit in China den Grundstein für die spätere chinesisch-deutsche Kooperation, da er die Kuomintang-Regierung hinsichtlich der Modernisierung von Industrie und Militär beriet. Er sprach sich für eine Verkleinerung der chinesischen Armee aus, um eine zwar kleine, aber umso besser ausgebildete Truppe zu formen. Auch unterstützte er die Öffnung des chinesischen Marktes, um die deutsche Produktion und den deutschen Export voranzutreiben.

### Chinesisch-deutsche Kooperation in den 1930er Jahren

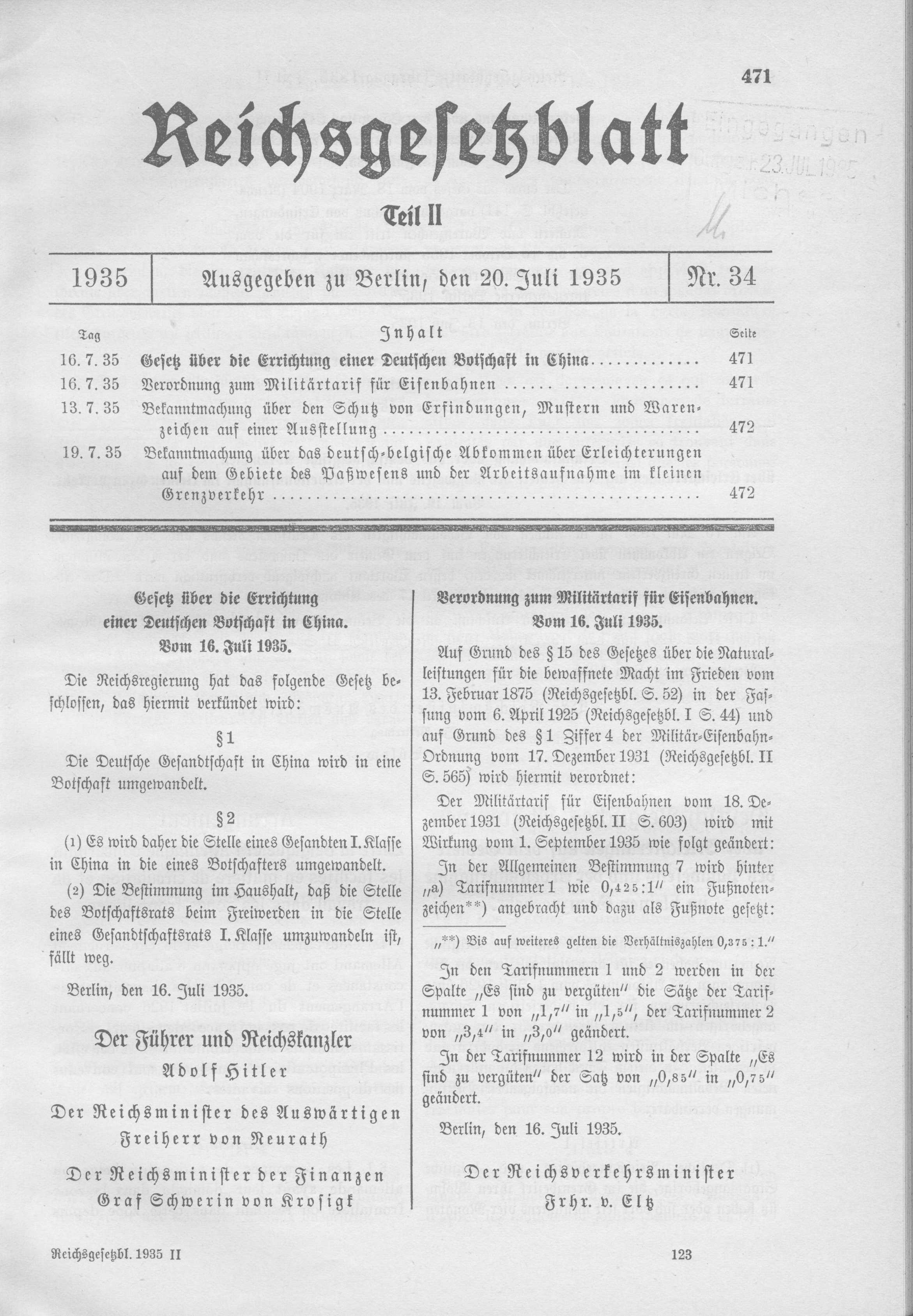
Gesetz über die Errichtung einer Deutschen Botschaft in China vom 16. Juli 1935

Dennoch wurde der chinesisch-deutsche Handel zwischen 1930 und 1932 wegen der Weltwirtschaftskrise abgeschwächt. Des Weiteren konnte die Industrialisierung in China nicht so schnell voranschreiten wie möglich. Das lag an einem Interessenkonflikt zwischen verschiedenen chinesischen Wiederaufbauunternehmen, deutschen Import-Export-Unternehmern sowie der Reichswehr, die allesamt von Chinas Fortschritt profitieren wollten. Bis zum Mukden-Zwischenfall 1931, durch den die Mandschurei von Japan annektiert wurde, konnte die Entwicklung nicht weiter vorangetrieben werden.
Dieser Zwischenfall hat in China die Notwendigkeit einer Industriepolitik deutlich gemacht, die darauf abzielte, Militär und Industrie darauf auszurichten, Japan Widerstand zu leisten. Dies führte dazu, dass die Errichtung einer zentral geplanten nationalen Verteidigungswirtschaft von nun an vorangetrieben wurde. Dadurch wurde einerseits die Herrschaft Chiangs über das nominell vereinigte China gestärkt, andererseits wurden dadurch die Anstrengungen zur Industrialisierung erhöht.

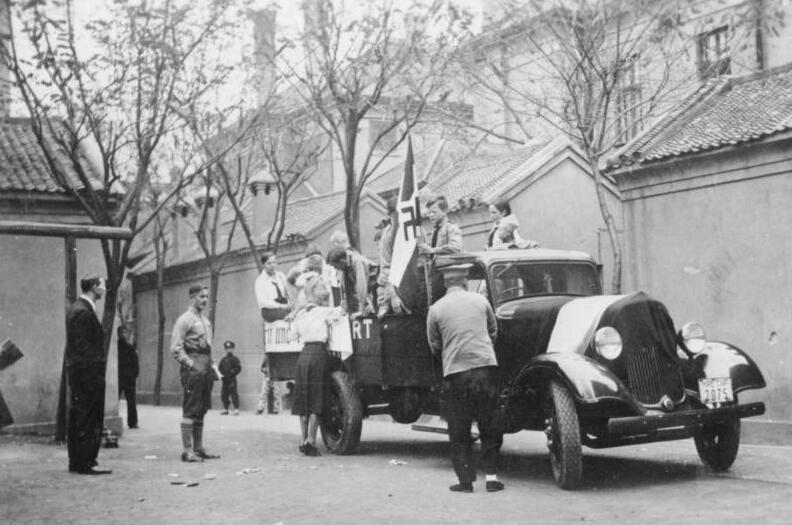
Die Hitlerjugend sammelt in Tianjin für das Winterhilfswerk, 1934

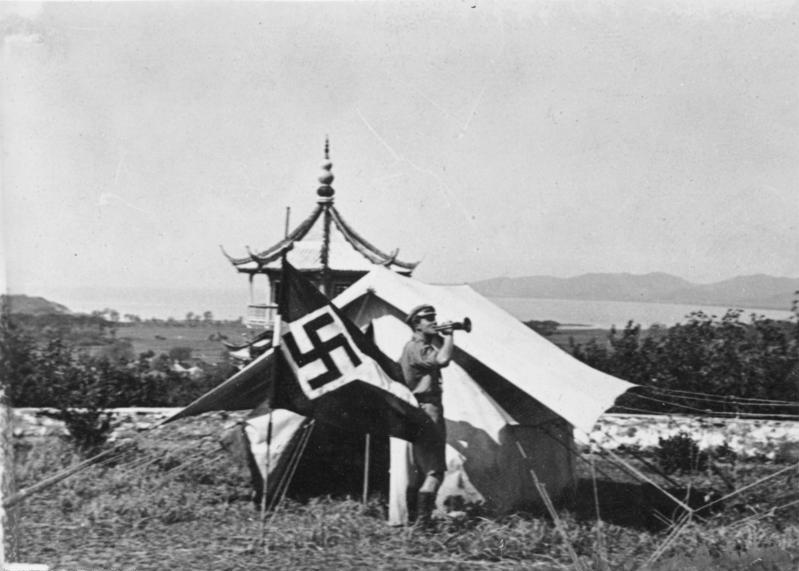
Hitlerjugend in China, 1935

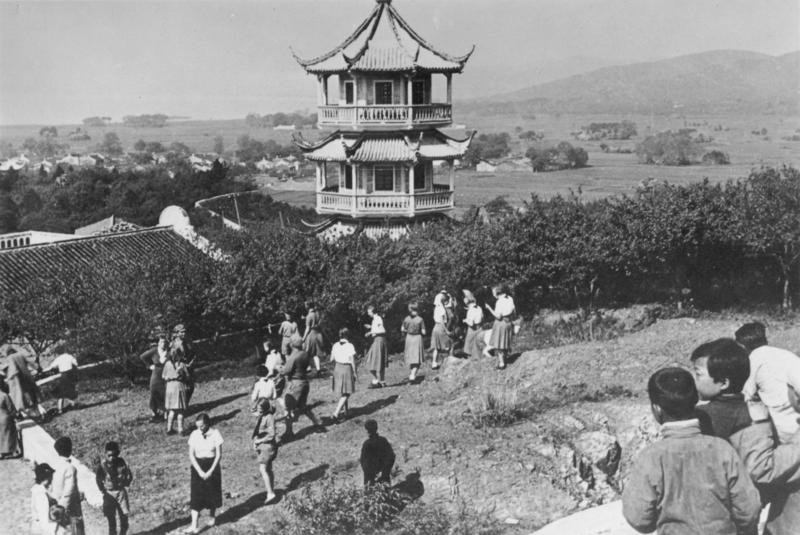
Jungmädel und BDM-Mädchen beim Suchen von Ostereiern in Wuxi, 1934

Durch die „Machtergreifung“ der NSDAP 1933 wurde die Bildung einer konkreten deutschen China-Politik weiter beschleunigt. Davor war die deutsche Politik gegenüber China widersprüchlich: So vertraten die Außenminister der Weimarer Republik immer eine neutrale Ostasienpolitik und hielten Reichswehr und Industrie davon ab, sich zu sehr in die chinesische Regierung einzumischen. Auch die Import-Export-Unternehmen vertraten aus Angst davor, durch direkte Regierungsabkommen würde man sie von ihrer gewinnträchtigen Position als Mittelsmänner abbringen, diese Ansicht. Die Nazi-Regierung betrieb nun eine Politik der Kriegswirtschaft, die sämtliche Rohstoffvorräte forderte, die China liefern konnte. Insbesondere die militärisch bedeutsamen Rohstoffe wie Wolfram und Antimon wurden in Massen verlangt. Daher wurden von nun an Rohstoffe der Hauptantrieb der deutschen China-Politik.
1933 wurde Hans von Seeckt, der im Mai dieses Jahres nach Shanghai gekommen war, oberster Berater für chinesische Übersee-Wirtschaft und Militärentwicklung in Bezug auf Deutschland. Im Juni 1933 veröffentlichte er die Denkschrift für Marschall Chiang Kai-shek über sein Programm zur Industrialisierung und Militarisierung Chinas. Er forderte eine kleine, mobile und gut ausgerüstete, anstatt einer großen, aber untertrainierten Armee. Dazu sollte ein Rahmen geschaffen werden, in dem die Armee die Stütze der Regierung ist, ihre Schlagkraft auf qualitativer Überlegenheit beruht und sich diese Überlegenheit aus der Qualität des Offizierskorps ableitet.
Von Seeckt schlug eine einheitliche Ausbildung der Armee unter Chiangs Kommando und die Unterordnung des gesamten Militärs in ein zentralisiertes Netzwerk, ähnlich einer Pyramide, als erste Schritte zur Schaffung dieses Rahmens vor. Dazu sollte eine „Trainingseinheit“ aufgestellt werden, die anderen Einheiten als Vorbild dienen sollte. So sollte eine professionelle und kompetente Armee mit einem strikt militärischen Offizierskorps gebildet werden, die von einer zentralen Behörde gesteuert wird.

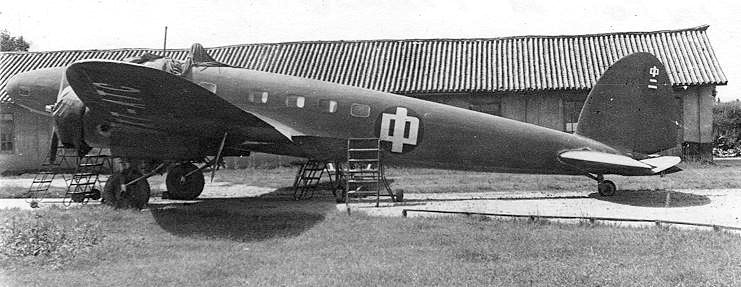
Diese Heinkel 111A, eine von elf, die das chinesische Luftfahrtministerium kaufte, stand später im Dienst der CNAC

Zusätzlich müsste China mit deutscher Hilfe eine eigene Verteidigungsindustrie aufbauen, da es sich nicht ewig darauf verlassen könne, Waffen im Ausland zu kaufen. Der erste Schritt zu einer effizienten Industrialisierung war die Zentralisierung – nicht nur die der chinesischen Wiederaufbau-Unternehmen, sondern auch die der deutschen Unternehmen. So wurde im Januar 1934 die Handelsgesellschaft für industrielle Produkte (kurz: Hapro) gegründet, um die industriellen Interessen Deutschlands in China zu bündeln. Hapro war nominell ein privates Unternehmen, durch welches eine Einflussnahme anderer Länder vermieden werden sollte. Im August 1934 wurde ein Vertrag über den Austausch von chinesischen Rohstoffen und landwirtschaftlichen Erzeugnissen gegen deutsche Industrieprodukte unterzeichnet. Demnach sollte die chinesische Regierung strategisch wichtige Rohstoffe im Austausch gegen deutsche Industrieprodukte und Technologien liefern. Dieses Tauschgeschäft war außerordentlich nützlich für die chinesisch-deutsche Kooperation, denn China hatte wegen der hohen Militärausgaben in der Bürgerkriegszeit ein sehr hohes Budgetdefizit und konnte daher keine Darlehen der internationalen Gemeinschaft aufnehmen. Aus diesen Gründen nahm trotz der Autarkiepolitik des nationalsozialistischen Regimes der Handel zwischen China und Deutschland zu. Ab dem Jahr 1936 übertrafen die deutschen Exporte nach China die des Vereinigten Königreichs, und beim deutschen Außenhandel belegte China hinter den USA und Japan den dritten Rang. China wurde zwischen 1935 und 1937 der größte Importeur von deutschen Rüstungslieferungen, und gleichzeitig für Deutschland der wichtigste Lieferant für Wolfram. Der Vertrag stellte auch klar, dass Deutschland und China in diesem Tauschgeschäft gleichwertige Partner waren. Nachdem er diesen Meilenstein in der chinesisch-deutschen Kooperation auf den Weg gebracht hatte, übergab von Seeckt seinen Posten an General Alexander von Falkenhausen und kehrte im März 1935 nach Deutschland zurück, wo er 1936 starb.

### Industrialisierung Chinas

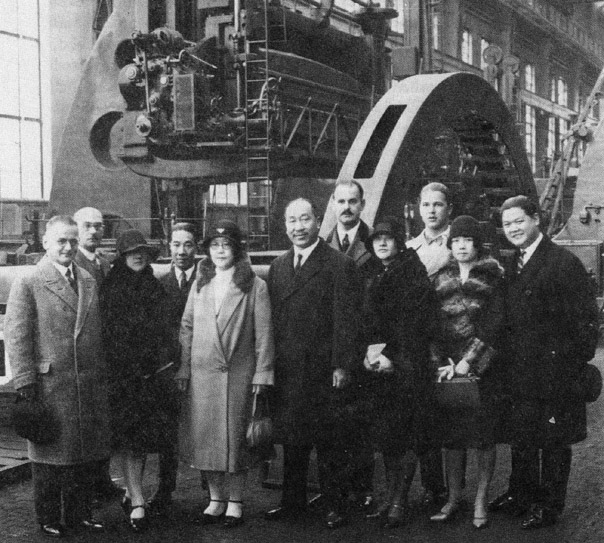
Der chinesische Minister Chiang Tso-pin und seine Begleiter besuchen 1928 das deutsche AEG-Werk

1936 hatte China nur ungefähr 16.000 km Eisenbahnschienen, weit weniger als die über 150.000 km, die Sun Yat-sen für seine Vorstellung eines modernisierten China vorsah. Dazu lag die Hälfte dieser Strecken in der Mandschurei, die bereits an Japan verloren war und daher nicht mehr unter der Kontrolle der Kuomintang stand. Der langsame Fortschritt der Modernisierung des chinesischen Transportsystems beruhte auf dem Konflikt ausländischer Interessen in China. Als Beispiel sind hier die Interessen des Vier-Mächte-Konsortiums von 1920, bestehend aus Großbritannien, Frankreich, den USA und Japan, am Bankwesen zu nennen. Dieses Konsortium hatte das Ziel, ausländische Investitionen in China zu regulieren. Das Abkommen sah vor, dass einer der vier Staaten der chinesischen Regierung nur einen Kredit gewähren konnte, wenn eine einstimmige Genehmigung gegeben wurde. Zusätzlich zögerten andere Staaten wegen der Weltwirtschaftskrise damit, Geldmittel bereitzustellen.
Trotzdem konnte der Aufbau der Eisenbahn in China durch chinesisch-deutsche Abkommen in den Jahren 1934 und 1936 stark beschleunigt werden. Wichtige Strecken wurden zwischen Nanchang, Zhejiang und Guizhou errichtet. Diese Entwicklung wurde auch dadurch möglich, dass Deutschland für den Export von Rohstoffen ein effizientes Transportsystem brauchte. Außerdem halfen diese Eisenbahnlinien der chinesischen Regierung dabei, ein industrielles Zentrum südlich des Jangtse aufzubauen. Schließlich diente die Eisenbahn dazu, militärische Funktionen zu erfüllen. Zum Beispiel wurde die Linie Hangzhou-Guiyang gebaut, um militärische Transporte im Jangtse-Delta zu unterstützen, auch nachdem Shanghai und Nanking verloren waren. Auf ähnlich Weise wurde die Linie Guangzhou-Hankou für Transporte zwischen der Ostküste und der Gegend um Wuhan genutzt. Der Wert der Eisenbahn würde zu Beginn des zweiten Japanisch-Chinesischen Krieges deutlich werden.
Das wichtigste industrielle Projekt der chinesisch-deutschen Kooperation war der Drei-Jahres-Plan von 1936, der zusammen von der nationalen Rohstoffkommission der chinesischen Regierung und der Hapro (siehe oben) durchgeführt wurde. Zweck dieses Planes war es, die chinesische Industrie fürs Erste so weit aufzubauen, dass China einem japanischen Angriff standhalten konnte, und auf die Dauer ein Zentrum für die zukünftige industrielle Entwicklung Chinas zu errichten. Einige grundlegende Bestandteile des Plans waren die Monopolisierung aller Betriebe, die mit Wolfram und Antimon zu tun hatten, die Errichtung zentraler Stahl- und Maschinenfabriken in Provinzen wie Hubei, Hunan und Sichuan und die Entwicklung von Kraftwerken und anderen Chemiefabriken. Wie in dem Tauschabkommen von 1934 grundlegend vereinbart, würde China dafür, dass Deutschland die benötigte Sachkenntnis und Ausrüstung bereitstellt, Rohstoffe liefern. Ein Überlauf an Kosten auf deutscher Seite wurde dadurch gelindert, dass der Preis für Wolfram sich im Zeitraum von 1932 bis 1936 mehr als verdoppelte. Der Drei-Jahres-Plan erschuf eine Klasse hochgebildeter Technokraten, die dazu ausgebildet waren, die staatlichen Projekte zu leiten. Zwar machte der Plan viele Versprechungen, viele seiner Leistungen wurden jedoch letzten Endes durch den Ausbruch des Krieges gegen Japan 1937 untergraben.

### Aufrüstung Chinas
Für die militärische Ausbildung, die auch Teil des Handels war, war größtenteils Alexander von Falkenhausen verantwortlich. Zwar forderten die Pläne von Hans von Seeckt eine drastische Reduzierung des Militärs auf 60, gut nach deutschen Militärdoktrinen ausgebildete Divisionen, aber die Frage, an welcher Stelle eingespart werden sollte, blieb offen. Das gesamte Offizierskorps, das bis 1927 in der Whampoa-Militärakademie ausgebildet wurde, war qualitativ zwar nur wenig besser als die Führer der Kriegsherrn-Armeen, blieb aber für Chiang Kai-shek wegen seiner bloßen Loyalität von hohem Wert. Dennoch wurden ungefähr 80.000 Soldaten in acht Divisionen nach deutschen Standards ausgebildet. Diese stellten die Elite der chinesischen Armee dar. Diese neuen Divisionen könnten dazu beigetragen haben, dass Chiang beschloss, die Gefechte an der Marco-Polo-Brücke zu einem Krieg eskalieren zu lassen. Dennoch war China noch nicht dazu bereit, sich Japan entgegenzustellen. Daher kostete Chiangs Entscheidung, alle neuen Divisionen in die Schlacht um Shanghai zu schicken, zwei Drittel seiner besten Truppen, die jahrelang trainiert worden waren. Dies tat er entgegen allen Einwänden seiner Stabsoffiziere und entgegen dem Rat von Falkenhausens, die ihm vorschlugen, die Kampfkraft zu bewahren, um die Ordnung aufrechtzuerhalten und später zu kämpfen.
Von Falkenhausen empfahl Chiang, gegen Japan eine Zermürbungstaktik zu verfolgen, da er dachte, Japan könnte niemals einen langfristigen Krieg gewinnen. Er schlug vor, man solle die Front am Gelben Fluss halten und erst im weiteren Verlauf des Krieges nach Norden vorstoßen. Auch sollte Chiang darauf vorbereitet sein, einige nördliche Regionen Chinas, inklusive Shandong aufzugeben. Der Rückzug sollte jedoch langsam ablaufen, so dass die Japaner nur unter schweren Verlusten vorrücken könnten. Er empfahl auch den Bau von Befestigungen in der Nähe von Bergbaugebieten, der Küste, Flüssen usw. Weiterhin riet er den Chinesen, Guerilla-Operationen hinter den japanischen Linien durchzuführen. Dieses sollte dazu beitragen, die militärisch erfahreneren Japaner zu schwächen.
Auch vertrat von Falkenhausen die Auffassung, es sei zu optimistisch zu erwarten, dass der chinesischen Armee im Krieg gegen Japan Panzer und schwere Artillerie zur Verfügung stehen würden. Die chinesische Industrie war gerade erst am Anfang der Modernisierung, und es würde eine Weile dauern, bis die Armee ähnlich wie die Wehrmacht ausgestattet wäre. Dennoch betonte er den Aufbau einer mobilen Truppen, die sich auf die Verwendung von Handfeuerwaffen und Infiltrationstaktiken stützten sollten.
Deutsche Hilfe auf militärischem Gebiet beschränkte sich jedoch nicht auf die Ausbildung und Umorganisation. Sie bezog auch militärische Ausrüstung ein. Nach von Seeckt war rund 80 Prozent des chinesischen Ausstoßes an Waffen unter dem Nennwert oder ungeeignet für die moderne Kriegsführung. Daher wurden Projekte begonnen, um bestehende Fabriken entlang des Yangtse nachzurüsten und auszubauen und um neue Waffen- und Munitionsfabriken zu errichten. Zum Beispiel wurde die Waffenfabrik in Hanyang von 1935 bis 1936 umgebaut, um den Standards zu entsprechen. Dort sollten nun Maxim-Maschinengewehre, verschiedene 82-mm-Grabenmörser und das Chiang Kai-shek Gewehr (中正式; Zhōngzhèng Shì), das auf dem deutschen Karabiner 98k basierte hergestellt werden. Zusammen mit dem Hanyang 88 bildete dieses Gewehr die vorherrschende Waffe der chinesischen Armee während des Krieges. Eine weitere Fabrik wurde anhand von Plänen für eine Fabrik zur Senfgasproduktion, deren Konstruktion abgebrochen wurde, gebaut, um Gasmasken herzustellen. Im Mai 1938 wurden weitere Fabriken in Hunan zur Produktion von 20-mm-, 37-mm- und 75-mm-Artillerie errichtet. Eine Fabrik zur Herstellung von optischer Ausrüstung wie Ferngläsern zu Zielfernrohren wurde gegen Ende 1936 in Nanking gebaut. Zusätzliche Fabriken wurden errichtet oder ausgebaut, um andere Waffen oder Geschütze herzustellen, wie zum Beispiel das MG 34, Gebirgsgeschütze verschiedener Kaliber und sogar Ersatzteile für die leichten Panzerspähwagen der chinesischen Armee. Auch wurden einige Forschungsinstitute unter deutscher Schutzherrschaft errichtet. Dazu gehörten unter anderem das „Büro für Geschütze und Waffen“ oder das Chemische Forschungsinstitut unter Aufsicht der I.G. Farben. Viele dieser Institute wurden von aus Deutschland heimkehrenden chinesischen Ingenieuren geleitet. 1935 und 1936 bestellte China insgesamt 315.000 Stahlhelme sowie große Zahlen an Gewehren von Mauser. China importierte zusätzlich eine kleine Anzahl an Flugzeugen der Unternehmen Junkers, Heinkel und Messerschmitt, von denen manche erst in China zusammengebaut wurden, Haubitzen von Krupp und Rheinmetall, Panzerabwehrkanonen und Gebirgsgeschütze wie die PaK 37mm, sowie Panzerfahrzeuge wie den Panzer I.
Diese Maßnahmen zur Modernisierung bewiesen ihren Nutzen mit dem Ausbruch des zweiten Japanisch-Chinesischen Krieges. Obwohl die Japaner schließlich die Hauptstadt der Nationalisten, Nanjing, einnehmen konnte, dauerte dieses mehrere Monate und war mit weit größeren Kosten verbunden, als beide Seiten geahnt hatten. Trotz dieses Verlustes stärkte die Tatsache, dass chinesische Truppen die Japaner glaubhaft herausfordern konnten, die Moral der Chinesen ungemein. Zusätzlich drangen die Japaner aufgrund der hohen Kosten dieser Kampagne nur zögerlich weiter in chinesisches Inland vor, was der nationalistischen Regierung erlaubte, die politische und industrielle Infrastruktur nach Sichuan zu verlagern.

### Ende der chinesisch-deutschen Kooperation mit Ausbruch des Zweiten Weltkrieges
Der Ausbruch des zweiten Japanisch-Chinesischen Krieges am 7. Juli 1937 machte einen Großteil des Fortschrittes und der Versprechungen der fast 10-jährigen intensiven chinesisch-deutschen Kooperation zunichte. Neben der Zerstörung von Industriebetrieben war die Außenpolitik von Adolf Hitler am nachteiligsten für die deutsch-chinesischen Beziehungen. Im Auswärtigen Amt hatten bis dahin zwei Fraktionen rivalisiert – eine pro-chinesische und eine pro-japanische Fraktion. Erstere argumentierte damit, dass China ein entscheidend wichtiger Rohstofflieferant und Absatzmarkt für die deutsche Industrie sei. Zudem sei China im Weltkrieg im Gegensatz zu Japan kein aktiver Gegner Deutschlands der ersten Stunde gewesen, sondern sei nur auf Druck der Alliierten sehr spät in den Krieg eingetreten. Die pro-japanische Fraktion argumentierte damit, dass Japan die militärisch stärkere Macht und damit der wertvollere Verbündete sei. Die Gegnerschaft Japans zu den Kolonialmächten Großbritannien und Frankreich biete eine Zusammenarbeit an. Letztlich setzte sich die pro-japanische Fraktion unter Außenminister Ribbentrop durch. Im Grundsatz wählte Hitler Japan als Verbündeten gegen die Sowjetunion. Die Aussichten für die deutsch-chinesischen Beziehungen verschlechterten sich noch durch den Abschluss des Nichtangriffspakts zwischen China und der Sowjetunion am 21. August 1937, und trotz heftiger Proteste der pro-chinesischen Lobby und der deutschen Investoren war Hitler von seiner Haltung nicht abzubringen. Dennoch durfte die Hapro bereits getätigte chinesische Bestellungen liefern, allerdings wurden keine weiteren Bestellungen aus Nanking angenommen. Das Ende der intensiven Beziehungen beider Länder wurde von der Kuomintang-Regierung, die im scheinbar wieder aufsteigenden nationalsozialistischen Deutschland auch ein Vorbild für China gesehen hatte, nur mit größtem Bedauern akzeptiert.
Es gab auch Pläne für einen von Deutschland vermittelten Frieden zwischen Japan und China. Mit dem Fall von Nanking im Dezember 1937 wurden jedoch sämtliche Kompromisse für die chinesische Regierung inakzeptabel. Die deutschen Vermittlungspläne wurden daher aufgegeben. Anfang 1938 erkannte Deutschland Mandschukuo als unabhängigen Staat an. Im April dieses Jahres verbot Hermann Göring sämtliche Lieferungen von Kriegsmaterial an China, und im Mai wurden sämtliche deutschen Berater unter Druck Japans nach Deutschland zurückgerufen.
Dieser Wechsel von einer pro-chinesischen Politik zu einer pro-japanischen, schädigte auch die deutschen wirtschaftlichen Interessen, denn weder mit Japan noch mit Mandschukuo fand so viel Handel statt wie zuvor mit China. Eine pro-chinesische Haltung war auch bei den meisten in China lebenden Deutschen offensichtlich. So brachten Deutsche in Hankou mehr Spenden für das Rote Kreuz auf als alle Chinesen und sonstige Ausländer zusammen. Auch wollten Militärberater Anerkennung für ihre Verträge mit der chinesischen Regierung. Von Falkenhausen wurde schließlich gezwungen, China bis Ende Juni 1938 zu verlassen. Er versprach Chiang jedoch, er würde niemals, um den Japanern zu helfen, seine Arbeit in China offenlegen. Andererseits proklamierte die deutsche Regierung Japan zum Bollwerk gegen den Kommunismus in China.

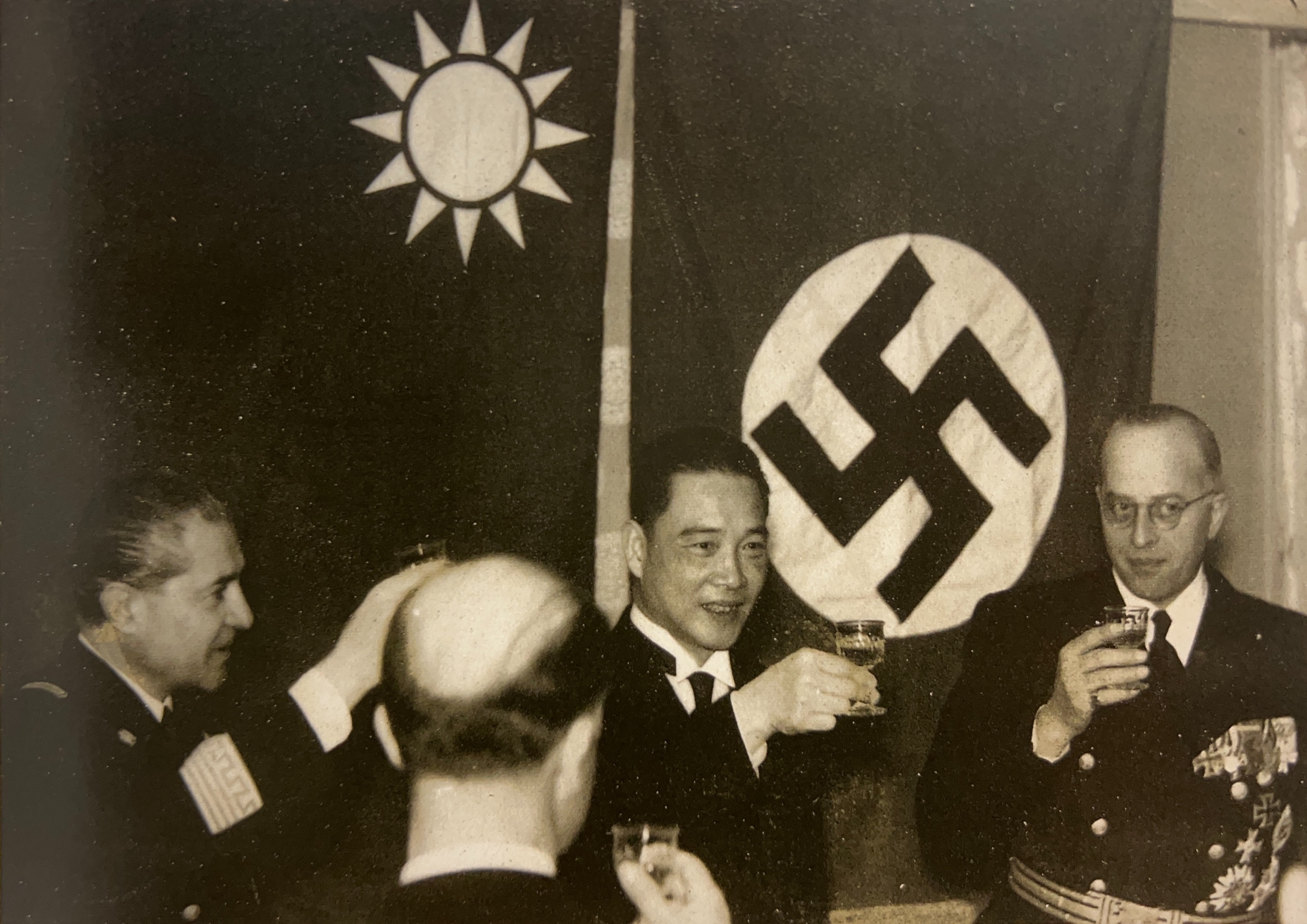
Wang Jingwei, Regierungschef der von den Japanern in Nanking installierten chinesischen Gegenregierung mit dem deutschen Botschafter Heinrich Georg Stahmer (1941)

Die in Japan gesetzten Erwartungen der deutschen Seite erfüllten sich nur zum Teil. Japan genoss eine Monopolstellung in Nordchina und Mandschukuo, und viele ausländische Unternehmen wurden beschlagnahmt. Die deutschen Interessen wurden dabei genauso wenig beachtet wie die anderer Nationen. Während die Verhandlungen zur Lösung dieser wirtschaftlichen Probleme gegen Mitte 1939 noch andauerten, schloss Hitler den Deutsch-sowjetischen Nichtangriffspakt mit der Sowjetunion. Dadurch wurde der deutsch-japanische Antikomintern-Pakt von 1936 entkräftet und die Verhandlungen abgebrochen. Zwar erlaubte die Sowjetunion Deutschland, die transsibirische Eisenbahn für Transporte von Mandschukuo nach Deutschland zu nutzen, dennoch blieben die transportierten Mengen gering, und der Mangel an Verbindungen zwischen Deutschland, der Sowjetunion und Japan verstärkte dieses Problem noch. Mit dem deutschen Angriff auf die Sowjetunion 1941 wurde den wirtschaftlichen Betätigungen Deutschlands in Asien ein Ende gesetzt.
Der Kontakt zwischen Deutschland und China blieb jedoch bis 1941 bestehen, und beide Seiten hatten erkennbar ein Interesse, die Kontakte nicht ganz abreißen zu lassen. Jedoch unterzeichnete Deutschland gegen Ende 1940 den Dreimächtepakt mit Japan und Italien. Im Juli 1941 erkannte Hitler offiziell die „Neuorganisierte Regierung der Republik China“ unter Wang Jingwei in Nanking an, was die Regierung unter Chiang, die nach Chongqing ausgewichen war, dazu veranlasste, die diplomatischen Beziehungen zu Deutschland abzubrechen. Wangs Nanking-Regierung trat 1941 auch dem Antikominternpakt bei. Nach dem Angriff auf Pearl Harbor erklärte China Deutschland sowie Italien und Japan am 9. Dezember 1941 den Krieg und unterzeichnete am 1. Januar 1942 die Deklaration der Vereinten Nationen (Anti-Hitler-Pakt) auf der Arcadia-Konferenz in Washington.

### Fazit zur Chinesisch-deutschen Kooperation zwischen den Weltkriegen

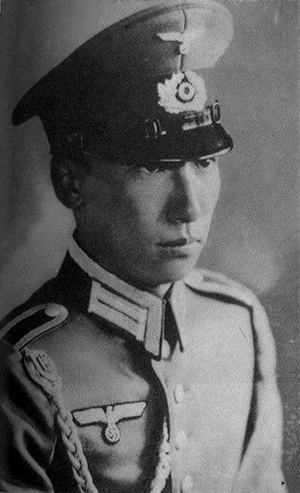
Chiang Wei-kuo, Sohn von Chiang Kai-shek durchlief eine militärische Ausbildung in Deutschland

Die chinesisch-deutsche Kooperation der 1930er Jahre war die vielleicht ehrgeizigste und erfolgreichste Ausprägung von Sun Yat-sens Ideal einer „internationalen Entwicklung“ zur Modernisierung Chinas. Der Umstand, dass Deutschland seit dem Ersten Weltkrieg keine Kolonialmacht mehr in China war, und das deutsche Bedürfnis nach Rohstoffen auf der einen Seite sowie Chinas dringendes Bedürfnis nach industrieller und militärischer Entwicklung auf der anderen Seite begünstigten die Kooperation. Es entwickelte sich dadurch eine Zusammenarbeit, die auf Gleichberechtigung und Gegenseitigkeit angelegt war. Zur Zeit des Nationalsozialismus war die chinesische Führung durch die schnelle militärische Wiedererstarkung Deutschland beeindruckt. Das unter straffer Führung stehende, scheinbar innerlich geeinigte, äußerlich glanzvolle nationalsozialistische Deutsche Reich, in dem aller Parteienstreit beseitigt war, erschien als ein Staatswesen, in dem die Kräfte der ganzen Nation auf das Ziel der nationalen Erstarkung hin gebündelt waren und damit als eine Art Modell für ein starkes neues China. Genau so energisch, wie sich Deutschland von den Fesseln des Versailler Vertrages befreie, solle sich auch China von den ungleichen Verträgen und der äußerlichen Drangsalierung befreien, um seinen ihm zustehenden Rang als Großmacht einzunehmen.
Zusammenfassend hatte die chinesisch-deutsche Kooperation, obwohl sie nur von kurzer Dauer war und viele ihrer Resultate im Krieg gegen Japan, auf den China nur im entferntesten vorbereitet war, zerstört wurden, einige nachhaltige Effekte auf Chinas Modernisierung. Nach der Niederlage der Kuomintang im chinesischen Bürgerkrieg zog die nationalistische Regierung nach Taiwan um. Viele Regierungsangehörige und Offiziere der Republik China auf Taiwan wurden in Deutschland als Forschungspersonal oder Offiziere ausgebildet, wie auch Chiang Wei-kuo, der Sohn von Chiang Kai-shek. Ein Teil der schnellen Industrialisierung Taiwans nach dem Krieg kann auf die Pläne und Ziele des Drei-Jahres-Planes von 1936 zurückgeführt werden.

### Deutsche Militärberater in China
Während des chinesischen Bürgerkrieges zwischen dem Kuomintang unter Chiang Kaishek und der Kommunistischen Partei Chinas unter Mao Zedong wurden beide Seiten durch deutsche Militärausbilder und Strategen beraten, ähnlich dem Amerikanischen Bürgerkrieg.

## Beziehungen zur Volksrepublik China seit deren Gründung
Im Jahr 1949 entstanden sowohl die Volksrepublik China (1. Oktober) als auch die Bundesrepublik Deutschland (23. Mai) und die Deutsche Demokratische Republik (DDR; 7. Oktober).

### Beziehungen zwischen der DDR und der Volksrepublik China 1949 bis 1990
Aus ideologischen Gründen erkannten sich die DDR und die VR China noch im Jahr 1949 gegenseitig als souveräne Staaten an. Die offiziellen diplomatische Beziehungen wurden am 25. Oktober 1949 aufgenommen.
Der erste Botschafter der DDR in Peking, Johannes König, trat seinen Posten im Juni des Jahres 1950 an. Bei der Überreichung des Beglaubigungsschreibens im Dezember 1953 sicherte Mao Zedong dem Botschafter die volle Unterstützung des chinesischen Volkes beim „Kampf für ein einheitliches, unabhängiges, demokratisches und friedliebendes Deutschland zu“. Von 1951 bis 1954 war König gleichzeitig in der Koreanischen Demokratischen Volksrepublik (Nordkorea) und ab Dezember 1954 auch in der Demokratischen Republik Vietnam (Nordvietnam) nebenakkreditiert.
Die Botschaft der DDR erhielt eine umfangreiche Liegenschaft im nordöstlichen sogenannten „zweiten Botschaftsviertel“ Pekings, Sanlitun. Im Gegenzug wurde die chinesische Botschaft in Berlin-Karlshorst mit einer Liegenschaft ausgestattet. Obwohl die VR China weder dem Warschauer Pakt noch dem Rat für gegenseitige Wirtschaftshilfe angehörte, war das Verhältnis der Staaten zueinander dem sozialistischer Bruderländer vergleichbar. Der rege Handelsaustausch wurde über ein zentrales Kompensationskonto verrechnet, das im Jahr des Beitritts der DDR zur Bundesrepublik Deutschland einen erheblichen Saldo zu Gunsten der deutschen Seite aufwies.
Im Februar 1950 schloss die VR China einen Freundschaftsvertrag mit der Hegemonialmacht der sozialistischen Staatengemeinschaft, der Sowjetunion ab. Im Jahr 1960 kam es angesichts deren Ausgleichs mit den Vereinigten Staaten zum Bruch mit der Sowjetunion. Die faktische internationale Isolierung Chinas bedeutete auch für das Verhältnis zur DDR einen Tiefpunkt. Auf dem VI. Parteitag der SED wurde der Bruch mit Peking offiziell als vollzogen erklärt. Die innere Lähmung Chinas durch die Kulturrevolution bis Ende der 1960er Jahre schränkte bilaterale Kontakte weiter ein. Die Eskalation des Konflikts mit der Sowjetunion bis hin zu tatsächlichen Kampfhandlungen mit chinesischen Grenztruppen im Jahr 1969 ließ bei dem chinesischen Führer Mao Zedong die Einsicht reifen, die Außenpolitik des Landes auf eine neue Basis zu stellen.
Am 25. Oktober 1971 wurde die Volksrepublik China – bei gleichzeitigem Ausscheiden der Republik China (Taiwan) – Mitglied der Vereinten Nationen, was dazu führte, dass das Land auf internationaler Ebene allgemein anerkannt wurde und die wenigen bis dahin vertretenen Staaten (wie die DDR) ihre exklusive Stellung in China verloren. Auch im Gefolge des tiefen Zerwürfnisses zwischen Peking und Moskau erlebten die Beziehungen der DDR mit der Volksrepublik China Jahre der Passivität. Zwischen den Jahren 1964 und 1980 kam es zu einer Reihe von Zwischenfällen, die unter anderem das Botschaftspersonal beider Länder im jeweils anderen Land und für Vietnam bestimmte Warenlieferungen im Transit durch China betrafen.
Erich Honecker, Generalsekretär der SED, besuchte Peking im Oktober 1986. Er verfolgte die Absicht, angesichts des fortwährend unterkühlten Verhältnisses zwischen der Volksrepublik China und der Sowjetunion zu vermitteln und damit eine eigene außenpolitische Rolle der DDR darzustellen. Eine Intensivierung des bilateralen Austausches im akademischen Bereich sowie die Unterzeichnung von Wirtschafts- und Handelsabkommen brachten in diesem Sinne jedoch wenig Erfolg, da sich Peking inzwischen dem Ausbau der Wirtschaftsbeziehungen mit technologisch interessanteren westlichen Ländern wie der Bundesrepublik Deutschland zugewandt hatte.
Die studentischen Demokratisierungsbestrebungen vor allem in Peking koinzidierten ebenso wie die Reform- und Umbaupolitik Gorbatschows in der Sowjetunion mit wachsender Unruhe in der Bevölkerung der DDR. Als es am 4. Juni 1989 zu dem Tian’anmen-Massaker in Peking kam, stellte sich die Führung der SED auf die Seite der chinesischen Regierung. Das Neue Deutschland kommentierte am 5. Juni 1989: „Konterrevolutionärer Aufruhr in China wurde durch Volksbefreiungsarmee niedergeschlagen“. Die Volkskammer verabschiedete eine Resolution, in der die DDR ihre Unterstützung für die Niederschlagung der „konterrevolutionären Unruhen“ bekanntmachte.
Bei einem Besuch des chinesischen Außenministers Qian Qichen in Ost-Berlin lobte der Außenminister der DDR, Oskar Fischer, die engen Beziehungen zwischen der DDR und der Volksrepublik China; DDR-Politiker wie Hans Modrow, Günter Schabowski und Egon Krenz besuchten China, um ihre Unterstützung zu dokumentieren. So äußerte sich Krenz im Juni 1989 mit den Worten, es sei „etwas getan worden, um die Ordnung wiederherzustellen“. In der Zuspitzung der Ereignisse der politischen Veränderung in der DDR tauchte zwischenzeitlich die Befürchtung auf, die Staatsführung der DDR könne sich für eine Chinesische Lösung entscheiden.
Im Juni 1990 bedauerte die mittlerweile frei gewählte DDR-Volkskammer die Unterstützung für die chinesische Regierung ein Jahr zuvor und gedachte der Opfer von Tian’anmen.

### Beziehungen zwischen der Bundesrepublik Deutschland und der Volksrepublik China bis 1990
Die Bundesrepublik erkannte die Volksrepublik China zunächst nicht an. Allerdings nahm sie auch keine diplomatischen Beziehungen zur Republik China auf Taiwan, wo sich die vom Festland geflohene Kuomintang konsolidiert hatte, auf. Die aus dem Bürgerkrieg hervorgegangenen zwei chinesischen Staaten Volksrepublik China und Republik China (Taiwan; damals auch „Formosa“) stellten die Bundesregierung, die selbst die deutsche Einheit als wesentliches Ziel ihrer Politik verfolgte, vor das Problem der Positionierung. Die Verankerung im atlantischen Bündnis klärte in den 1950er Jahren die außenpolitische Frage insoweit, als die Aufnahme diplomatischer Beziehungen mit Staaten, die die DDR anerkannten, ausgeschlossen wurden (Hallstein-Doktrin).
Die Bundeskanzler von Konrad Adenauer bis Kurt Georg Kiesinger verfolgten eine klare Abgrenzungspolitik (auch) gegenüber der Volksrepublik China. Noch im Jahr 1969 warnte Kiesinger bei einem Wahlkampfauftritt in der Dortmunder Westfalenhalle im außenpolitischen Teil seiner Rede vor „der ungeheuerlichen kommunistischen Weltmacht von Wladiwostok bis an unsere Grenzen“ und fügte seine legendär gewordenen Worte hinzu: „Ich sage nur China, China, China“.
Auch zur Republik China wurden keine diplomatischen Beziehungen aufgenommen. Grundsätzlich vertrat die Bundesregierung den Standpunkt, dass es nur ein China geben könne, da sie auf diese Weise hoffte, Unterstützung für ihren Standpunkt zur Einheit Deutschlands zu finden.
Im Oktober 1952 gründete der Ost-Ausschuss der Deutschen Wirtschaft einen Arbeitskreis China, der sich dem Umgang mit bestehenden Handelshemmnissen (Embargo-Politik der NATO-Staaten und Japans im Gefolge des Koreakriegs, Mangel eines freien internationalen Zahlungsverkehrs und Dollar-Sperre, Beeinträchtigung der deutschen Schifffahrt in Ostasien) im Verhältnis zu der VR China widmete. Mit Billigung der Bundesregierung führte die Arbeit des Ost-Ausschusses zum Abschluss eines ersten bilateralen Handelsvertrags. Erste wirtschaftliche Aktivitäten bestanden darin, dass die Textil-, Elektro- und Leichtmetallindustrie der Bundesrepublik die Fertigung von Waren nach China verlagerte, um den Kostenvorteil niedriger Löhne zu nutzen. Die Firma Schloemann-Siemag erhielt in den 1970er Jahren den Auftrag, das Stahlwerk von Wuhan mit einer modernen Kaltwalzstraße auszustatten. Shanghai Volkswagen begann im Jahr 1985 mit der Produktion von Fahrzeugen.
Die außenpolitische Abschottung der Bundesregierung gegenüber der VR China fiel mit der Zeit der internationalen Isolation des Landes zusammen, die sich vor allem durch die Konfrontation mit der Sowjetunion verschärft hatte. Von 1966 bis 1976 stand China im Zeichen der Kulturrevolution; die Worte des Vorsitzenden Mao Zedongs (Mao-Bibel) galten in Kreisen der außerparlamentarischen Opposition in westlichen Ländern als Kultobjekt.
Die Annäherungspolitik der von Bundeskanzler Willy Brandt geführten Sozialliberalen Koalition führte zur Aufnahme beider deutscher Staaten in die Vereinten Nationen im Jahr 1973. Bereits im Oktober 1972 vereinbarten die Außenminister der Bundesrepublik Deutschland (Walter Scheel) und der VR China (Ji Pengfei) die Aufnahme diplomatischer Beziehungen. Die deutsche Botschaft Peking wurde am 1. Dezember 1972 unweit der damaligen Botschaft der DDR eröffnet. Im Jahr 1973 wurde die Botschaft der VR China in Niederbachem nahe Bonn eröffnet. Sie zog im Jahr 1984 in die Kurfürstenallee 12 in Bonn-Bad Godesberg um.
Im Jahr 1973 kam es zum Abschluss eines Handelsabkommens, das unter anderem die Einrichtung einer Gemischten Kommission für Wirtschaftsfragen vorsah, die in jährlichen Zusammenkünften Überlegungen zur Intensivierung des bilateralen Handels anstellen und ihre Empfehlungen den beiden Regierungen vorlegen sollte. Die Kommission trat im Jahr 1976 erstmals zusammen. Der Vertrag enthielt auch eine Meistbegünstigungsklausel.
Im Januar 1975 besuchte der damalige Vorsitzende der CSU, Franz Josef Strauß, China. Strauß war wirtschafts- und finanzpolitischer Sprecher der CDU/CSU-Fraktion im Bundestag und wurde als erster Politiker aus der Bundesrepublik Deutschland vom Vorsitzenden der Kommunistischen Partei Chinas, Mao Zedong, empfangen.
Bundeskanzler Helmut Schmidt reiste im Jahr 1975 zu einem offiziellen Besuch nach Peking. Er wurde mit allen militärischen Ehren begrüßt und auch von dem bereits todkranken Mao Zedong († 9. September 1976) empfangen. Schmidt bezeichnete China als „faszinierendes Land mit mehr als 800 Millionen Menschen, das viel in seiner industriellen Entwicklung nachzuholen hat“.
Im Jahr 1978 absolvierte der chinesische Minister für Wissenschaft und Technologie, Fang Yi, einen Besuch in Bonn. Das Ergebnis des Besuchs war der Abschluss eines Abkommens über wissenschaftlich-technologische Zusammenarbeit. Ein Jahr später, 1979 kam der chinesische Ministerpräsident Hua Guofeng zu einem offiziellen Besuch in die Bundesrepublik Deutschland. Ein umfangreicheres Vertragswerk zur wirtschaftlichen Zusammenarbeit, das an den Vertrag aus dem Jahr 1973 anschloss und auf das von der damaligen EWG abgeschlossene europäisch-chinesische Handelsabkommen von 1978 Bezug nahm, wurde unterzeichnet.
Im Oktober 1982, zehn Jahre nach Aufnahme der diplomatischen Beziehungen, reiste Bundespräsident Karl Carstens zu dem ersten Staatsbesuch eines deutschen Staatsoberhaupts in die Volksrepublik China. Die Bundesrepublik Deutschland eröffnete ihr Generalkonsulat in Shanghai. Die Volksrepublik China eröffnete am 14. Mai 1984 ein Generalkonsulat in Hamburg. Im Oktober 1984 stattete Bundeskanzler Helmut Kohl der Volksrepublik China seinen ersten Besuch ab, der ihn nach Peking und Shanghai führte. In Shanghai wohnte er gemeinsam mit dem chinesischen Ministerpräsidenten Zhao Ziyang der Unterzeichnung des Joint-venture Vertrags zur Errichtung des Volkswagen-Werks Shanghai bei.
Das Deutsch-chinesische Doppelbesteuerungsabkommen wurde im Jahr 1985 unterzeichnet. Im Juli 1987 kam Bundeskanzler Helmut Kohl erneut nach Shanghai.
Nach den Ereignissen rund um das Tian’anmen-Massaker vom 4. Juni 1989 in Peking wurden die bilateralen Kontakte seitens der Bundesregierung eingefroren. Auch die Zusammenarbeit im kulturellen, wissenschaftlich-technologischen und akademischen Bereich wurde weitestgehend zurückgefahren. Deutsche Unternehmen reagierten zurückhaltend.

### Beziehungen zwischen dem wiedervereinigten Deutschland und der Volksrepublik China seit 1990

#### Politik
Am 3. Oktober 1990 wurde die Botschaft der DDR in Peking und die Botschaft der VR China in Ost-Berlin geschlossen.
Obwohl die Bundesregierung ihre Haltung bezüglich hochrangiger Kontakte mit der VR China im Gefolge der Niederschlagung der Demokratiebestrebungen (Tian’anmen Platz 1989) noch nicht geändert hatte, reiste im Juni 1991 der beamtete Staatssekretär im Bundesministerium für wirtschaftliche Zusammenarbeit (BMZ), Siegfried Lengl, nach Peking und wurde von Ministerpräsident Li Peng, einem der Hauptverantwortlichen der blutigen Niederschlagung der Unruhen, mit sozialistischem Bruderkuss begrüßt. Lengl wurde 1992 in den einstweiligen Ruhestand versetzt und kurze Zeit später Berater der chinesischen Regierung in Wirtschaftsfragen.
Im Jahr 1991 erklärte die Regierung der Republik China (Taiwan) die Absicht, jeweils 10 Korvetten des Typs MEKO 100 und U-Boote der Klasse 209 im Wert von weit über 17 Milliarden Mark (rund 8,5 Milliarden Euro) bei einem deutschen Werftenkonsortium zu bestellen. Bundesaußenminister Hans-Dietrich Genscher und Bundeswirtschaftsminister Jürgen Möllemann (beide FDP) sprachen sich dagegen aus, während sich das Kanzleramt Helmut Kohls und Bundesverteidigungsminister Gerhard Stoltenberg (CDU) aus arbeitsmarktpolitischen Gründen dafür aussprachen. Der Parlamentarische Freundeskreis Berlin-Taipeh leistete die Lieferung unterstützende Lobby-Arbeit im Bundestag. Am 26. August 1991 sprach der damalige Botschafter der Volksrepublik China, Mei Zhaorong, im Auswärtigen Amt vor und zeigte sich beunruhigt über Pressemeldungen, in denen von dem Rüstungsgeschäft berichtet wurde. Er erklärte eine mögliche Lieferungen der Korvetten und U-Boote als potenzielles „Problem für das bilaterale Verhältnis“. Auf den Einwand, dass auch andere Länder Waffen an Taiwan lieferten, erinnerte Botschafter Mei daran, dass „China die deutsche Einheit immer unterstützt“ habe und nun erwarte, dass die Bundesregierung nichts tue, was die „chinesische Wiedervereinigung torpedieren“ könne. Der Bundessicherheitsrat verweigerte die Zustimmung zu dem Geschäft endgültig am 28. Januar 1993. Der niedersächsische Landtag setzte auf Antrag von FDP und CDU einen Untersuchungsausschuss mit dem Auftrag ein, die Rolle des damaligen Ministerpräsidenten Gerhard Schröder in dieser für die Werftindustrie des Landes wichtigen Frage zu klären.
Bundeskanzler Helmut Kohl reiste vom 15. bis 20. November 1993 mit den Bundesministern für Wirtschaft, für Post und Telekommunikation, für Forschung und Technologie und für wirtschaftliche Entwicklung und Zusammenarbeit sowie rund 40 führenden Repräsentanten der deutschen Wirtschaft zu seinem dritten Besuch in die VR China. Er besuchte nach politischen Gesprächen mit Ministerpräsident Li Peng und Staatspräsident Jiang Zemin, ferner dem 1. stellvertretenden Ministerpräsidenten und für die Reform der Wirtschaft zuständigen Zhu Rongji in Peking, die Städte Shanghai und Guangzhou (Kanton). Der Stillstand der bilateralen Beziehungen war damit offiziell überwunden. Als Bilanz des Besuchs wurden unterzeichnete Verträge und Vorvereinbarungen der in der Delegation vertretenen Unternehmen im Wert von rund 7 Milliarden DM (rund 3,5 Milliarden Euro) genannt, ferner Vereinbarungen zur Zusammenarbeit in den Bereichen Wissenschaft und Technologie, Umwelt, Post und Telekommunikation sowie Verkehr. An der Tongji-Universität in Shanghai wurde Kohl die Ehrenprofessur verliehen.
Ministerpräsident Li Peng kam am 4. Juli 1994 zu einem Gegenbesuch nach Deutschland. Nach Gesprächen in Bonn standen Abstecher nach Berlin, Thüringen und Bayern auf dem Programm. Der Besuch wurde von Demonstrationen für ein freies Tibet und gegen das harte Vorgehen unter Führung Li Pengs bei dem Tian’anmen-Massaker überschattet. Bei dem in der Öffentlichkeit durchweg kritisch bewerteten Besuch kam es am 7. Juli 1994 zu einem Eklat am Goethehaus in Weimar, wo sich eine größere Gruppe von Protestanten lautstark empörte. Li Peng verlangte ultimativ, die Demonstration auflösen zu lassen. Der gastgebende Ministerpräsident Bernhard Vogel lehnte dies ab. Li Peng brach den Termin ab und ließ sich wortlos zum Flughafen Erfurt fahren.
Im Juli 1995 kam der chinesische Staatspräsident Jiang Zemin zu einem Staatsbesuch nach Deutschland. Es handelte sich um den ersten offiziellen Besuch eines chinesischen Staatspräsidenten in Deutschland. Es kam nicht zu größeren Protesten, wie sie ein Jahr zuvor noch den Besuch von Li Peng überschattet hatten. Einige Plakate waren in Stuttgart vor dem Theater zu sehen, in dem Jiang Zemin eine Aufführung des Balletts Romeo und Julia besuchte. In München blieben Proteste von Exil-Tibetern und von Vertretern von Amnesty International auf kleine Gruppen beschränkt.
Bundeskanzler Kohl reiste im November 1995 erneut in die VR China und besuchte nach politischen Gesprächen in Peking die Küstenstadt Tianjin, in der auf der Basis einer Vereinbarung aus dem Jahr 1993 in dem Wirtschaftsentwicklungsgebiet TEDA ein deutscher Industriepark entstand. Im südchinesischen Guangzhou (Kanton) wurde am 6. Dezember 1995 ein weiteres Generalkonsulat der Bundesrepublik Deutschland eröffnet. Die Volksrepublik China eröffnete im Jahr 1997 ein Generalkonsulat in München.
Bundespräsident Roman Herzog stattete der VR China im Jahr 1996 einen Staatsbesuch ab. In der deutschen Öffentlichkeit wurde die Tatsache, dass Herzog Fragen der Menschenrechte in der Volksrepublik China deutlich ansprach, mit Aufmerksamkeit vermerkt.
Der erste Besuch von Bundeskanzler Gerhard Schröder in der VR China im November 1999 war von einem kurz zuvor eingetretenen Zwischenfall in Belgrad überschattet. Flugzeuge der NATO hatten dort bei einer Bombardierung auch die chinesische Botschaft getroffen. Schröder bat für die Aktion um Entschuldigung, was von der Führung in Peking jedoch als „unzureichend“ bezeichnet wurde. Schröder schlug bei diesem Besuch den bilateralen Rechtsstaatsdialog zwischen Deutschland und China vor, der im Jahr 2000 begonnen wurde.
Im Juli des Jahres 2000 besuchte Ministerpräsident Zhu Rongji in Begleitung einer großen Wirtschaftsdelegation Deutschland. Es kam zum Abschluss des „Deutsch-chinesischen Abkommens über Zusammenarbeit auf den Gebieten der Wirtschaft, Industrie und Technik“.
Im November des Jahres 2001 reiste Bundeskanzler Schröder nach Peking und Shanghai. Ein Abkommen über Sozialversicherung, dessen Zweck es ist, „die gegenseitige Zusammenarbeit im Bereich der sozialen Sicherheit zu fördern, die Beschäftigung von Arbeitnehmern im anderen Vertragsstaat zu erleichtern und insbesondere zu vermeiden, dass Arbeitnehmer gleichzeitig nach den Rechtsvorschriften beider Vertragsstaaten versicherungspflichtig sind“ wurde geschlossen.
Zu seinem zweiten Staatsbesuch kam Staatspräsident Jiang Zemin im April 2002. Anlass war die 30 Jahre zuvor erfolgte Aufnahme der diplomatischen Beziehung zwischen der Bundesrepublik Deutschland und der Volksrepublik China. Am Rande des Besuchs kam es zu Protesten von Anhängern der Falun-Gong-Bewegung.
Bei seinem Besuch am 30. Dezember 2002 in Shanghai wurde Bundeskanzler Gerhard Schröder die Ehrendoktorwürde der Tongji-Universität verliehen.
Bundespräsident Johannes Rau reiste vom 10. bis 17. September 2003 zu einem Staatsbesuch in die VR China. Auf dem Programm standen unter anderem Gespräche in Peking mit Staatspräsident Hu Jintao und Besuche in Shanghai und Hongkong.
Bundeskanzler Schröder führte sein jährlicher Besuch im Dezember 2003 nach Peking und Guangzhou. Im folgenden Jahr wurde in Chengdu ein weiteres deutsches Generalkonsulat eröffnet. Die VR China eröffnete im Juni 2005 ein Generalkonsulat in Frankfurt am Main. Seinen letzten Besuch im Amt des Bundeskanzlers machte Schröder im Dezember 2004 in Peking.
Bundeskanzlerin Angela Merkel setzte die intensive Besuchsdiplomatie ihrer Vorgänger fort. Sie besuchte im Mai 2006 Peking und Shanghai, im August 2007 Peking und Nanjing, im Oktober 2008 Peking zum ASEM Gipfel, im Juli 2010 Peking und Xi’an, im Februar 2012 Peking und Guangzhou, im August 2012 Peking und Tianjin, im Juli 2014 Peking und Chengdu, im Oktober 2015 Peking und Hefei, im Juni 2016 Peking und Shenyang, im September 2016 Hangzhou zum G20-Gipfel, im Mai 2018 Peking und Shenzhen sowie im September 2019 Peking und Wuhan.
Im Jahr 2011 wurden auf diplomatischem Weg regelmäßige Regierungskonsultationen zum Zwecke des Dialogs und der Kooperation zwischen China und Deutschland verabredet.
Die Bundeskanzlerin empfing in ihrer Amtszeit im Mai 2012 Ministerpräsident Wen Jiabao mit einem Besuch bei der Hannover-Messe sowie im Mai 2013 und im Mai 2017 Ministerpräsident Li Keqiang.
Am 10. Oktober 2012 wurde von Bundesaußenminister Guido Westerwelle ein weiteres deutsches Generalkonsulat in der nordöstlichen Stadt Shenyang eröffnet. Die Volksrepublik China eröffnete am 19. Dezember 2015 ein Generalkonsulat in Düsseldorf.
Im Oktober 2012 kam der chinesische Staatspräsident Hu Jintao zu einem Staatsbesuch nach Deutschland. Im März 2014 und im Juli 2017 folgten Staatsbesuche seines Nachfolgers Xi Jinping. Bei dem Besuch 2014 vereinbarten Xi und Kanzlerin Merkel eine umfassende strategische Partnerschaft beider Länder.
Die Bundespräsidenten Horst Köhler (Mai 2010), Joachim Gauck (März 2016) und Frank-Walter Steinmeier (Dezember 2018) statteten ihrerseits der VR China Staatsbesuche ab.
Es bestehen rund 80 offizielle bilaterale Dialogmechanismen zu Handel, Investitionen, Umwelt, Kultur oder Wissenschaft, in denen sich regelmäßig hochrangige Vertreter beider Länder abstimmen.
Für die China-Politik der Bundesregierung unter Bundeskanzler Olaf Scholz stellt der russische Überfall auf die Ukraine 2022 eine besondere Herausforderung dar. Zusätzlich zu dem Umgang mit den Menschenrechten (Uiguren, Hongkong) und der aggressiven Handelspolitik der VR China stellt deren Weigerung, den Überfall auf die Ukraine zu verurteilen und Sanktionen gegen Russland beizutreten, die strategische Partnerschaft und enge Kooperation in Frage. Die von Bundeskanzler Scholz Ende Februar 2022 postulierte Zeitenwende betrifft auch die Beziehungen zwischen Deutschland und China.
„Die Entwicklung der China-Strategie der Bundesregierung beginnt mit einem neuen Lagebild: Peking ist mit seiner noch im Februar proklamierten ‚grenzenlosen’ Partnerschaft mit Moskau und seiner Kritik an der NATO auch zu einer sicherheitspolitischen Herausforderung für Europa geworden. [...] Wenn Peking als Reaktion auf Litauens Eröffnung eines Taiwan-Büros Druck auf europäische und insbesondere deutsche Unternehmen ausübt, untergräbt es die Integrität des europäischen Binnenmarkts und die gemeinsame Handelspolitik. Wenn Sanktionen gegen Parlamentarier und Forschungsinstitute aufrechterhalten werden, stellt sich China bewusst gegen die demokratische Verfasstheit und Wissenschaftsfreiheit in Europa.“ Diese Beschreibung der Situation und Herausforderung der aktuellen Beziehungen nimmt Mikko Huotari, Direktor des Mercator Institute for China Studies (MERICS) in Berlin, vor.
Die Arbeit der politischen Stiftungen deutscher Parteien und ihrer Büros in China ist aufgrund rigider Kontrolle, die Staatspräsident Xi gegenüber ausländischen Nichtregierungsorganisationen verordnet hat, deutlich erschwert worden. Betroffen ist die Konrad-Adenauer-Stiftung, die Friedrich Ebert Stiftung, die Hanns-Seidel-Stiftung, die Heinrich-Böll-Stiftung und die Rosa Luxemburg Stiftung. Die Friedrich Naumann Stiftung hat bereits seit 1996 kein Büro mehr in der VR China.
Bundeskanzler Scholz stattete China im November 2022 einen Antrittsbesuch ab, der wegen der COVID-19-Pandemie auf einen Tag gekürzt wurde. Am 13. April 2024 reiste Scholz mit einer großen Delegation, die auch die Vorstände von zwölf DAX-Unternehmen einschloss, zu einem Arbeitsbesuch nach China. Der Besuch begann am 14. April in Chongqing. Nach einem Zwischenaufenthalt in Shanghai galt der dritte Tag des Besuchs den offiziellen Gesprächen in Peking. Umweltministerin Lemke, Landwirtschaftsminister Özdemir und Verkehrsminister Wissing nahmen an der Delegationsreise teil.
Ende Juli 2024 teilte die Bundesregierung mit, dass ein 2021 ausgeführter Cyberangriff auf das Bundesamt für Kartographie und Geodäsie chinesischen staatlichen Hackern zugeordnet werden könne. Dessen Arbeit sei wichtig für die kritische Infrastruktur in Deutschland. Das Auswärtige Amt unter Annalena Baerbock bestellte daraufhin den chinesischen Botschafter Wu Ken ein. Dies war das erste Mal seit dem Tiananmen-Massaker 1989, dass Deutschland den chinesischen Botschafter einbestellte. Ein Sprecher des chinesischen Außenministeriums wies die Vorwürfe „als bewusste antichinesische politische Manipulation“ zurück.
Länder der Bundesrepublik Deutschland unterhalten seit den 1980er Jahren eine Anzahl von Partnerschaften zu Provinzen der VR China, die überwiegend der Unterstützung wirtschaftlicher Interessen dienen.
| Bundesland          | Partnerprovinz                | seit                                  | Repräsentanz                                                                      |
| ------------------- | ----------------------------- | ------------------------------------- | --------------------------------------------------------------------------------- |
| Baden-Württemberg   | Liaoning                      | 1982                                  |                                                                                   |
| Baden-Württemberg   | Jiangsu                       | 1986                                  | Büro von Baden-Württemberg International in Nanjing                               |
| Bayern              | Shandong                      | 1987                                  | Repräsentanz des Freistaats Bayern in China (Shandong)                            |
| Bayern              | Guangdong                     | 2004                                  | Repräsentanz des Freistaats Bayern in China – Büro Guangdong                      |
| Berlin              | Peking                        | 5. April 1994                         | Berliner Wirtschaftsvertretung in China                                           |
| Bremen              | Dalian (Stadt, keine Provinz) | 1985                                  |                                                                                   |
| Hamburg             | Shanghai                      | 29. Mai 1986                          | Hamburg Liaison Office Shanghai                                                   |
| Hamburg             | Shanghai                      | Repräsentanz Shanghai (Hafen Hamburg) |                                                                                   |
| Hamburg             | Hongkong (Hafenpartnerschaft) |                                       | Repräsentanz Hongkong (Hafen Hamburg)                                             |
| Niedersachsen       | Anhui                         | 1984                                  | Repräsentanz in China                                                             |
| Nordrhein-Westfalen | Jiangsu                       |                                       | Wirtschaftsvertretungen in China (Beijing, Shanghai, Nanjing, Chengdu, Guangzhou) |
| Rheinland-Pfalz     | Fujian                        | 1989                                  |                                                                                   |
| Sachsen             | Hubei                         |                                       |                                                                                   |
| Schleswig-Holstein  | Zhejiang                      |                                       |                                                                                   |

Daneben bestehen Partnerschaften auf kommunaler Ebene, siehe Liste deutsch-chinesischer Städte- und Gemeindepartnerschaften.

##### Taiwan
Obwohl zu keinem Zeitpunkt offizielle Beziehungen auf staatlicher Ebene bestanden, entwickelte sich ein vielfältiger Austausch zwischen Deutschland und der Republik China auf Taiwan. Hierbei war stets zu berücksichtigen, dass die Ein-China-Politik der Volksrepublik, die Taiwan als „abtrünnige Provinz“ betrachtet, jederzeit Anlass zu diplomatischen Verstimmungen geben kann.
Im Jahr 1957 wurde in Bonn die Deutsch-Chinesische Gesellschaft von Deutschen und Chinesen aus Taiwan gegründet. Die Gesellschaft bestand zunächst vor allem aus Abgeordneten des Deutschen Bundestags, denen eine langfristige Entwicklung der deutsch-taiwanischen Beziehungen ein Anliegen war (Parlamentarische Freundeskreis Berlin-Taipeh). Mit dem Umzug nach Berlin änderte die Gesellschaft ihren Namen. Durch den Zusatz „Freunde Taiwans“ verdeutlichte sie ihre Orientierung. Zum Oktober 2020 wurde die Gesellschaft in Deutsch-Taiwanische Gesellschaft umbenannt. Die Gesellschaft ist die einzige ihrer Art in Europa.
Im Jahr 1981 eröffnete der damalige Deutsche Industrie- und Handelstag (heute: DIHK) ein Delegiertenbüro der deutschen Wirtschaft in Taipei. Sie fungiert im Netz der deutschen Auslandshandelskammern als Dienstleister für Unternehmen beider Länder. Im Gegensatz zu einer Auslandshandelskammer handelt es sich bei dem Delegiertenbüro nicht um eine Mitgliederorganisation.
Aufgrund einer Vereinbarung zwischen Auswärtigem Amt und DIHK fungierte seit Anfang der 1990er Jahre ein deutscher Diplomat als Vertreter des Leiters des Delegiertenbüros. Diese Regelung war der Regierung in Taipei ebenso bekannt, wie die Regierung der Volksrepublik China darüber informell informiert worden war; sie hatte die Mitteilung kommentarlos zur Kenntnis genommen.
Am 1. Februar 2000 richtete das Auswärtige Amt eine eigene Vertretung, das „Deutsche Institut Taipei“ ein. Es wird von einem Diplomaten geleitet. Dieses ist von der Vertretung der deutschen Wirtschaft unabhängig und pflegt die deutsch-taiwanischen Beziehungen insbesondere auf den Gebieten Kultur und Wirtschaft. Es bietet Dienstleistungen in konsularischen Angelegenheiten wie Visa- und Reisepassausstellung an.

##### Hongkong
Die britische Kronkolonie wurde im Jahr 1997 zu einer Sonderverwaltungsregion der Volksrepublik China. Das seit 1953 bestehende deutsche Generalkonsulat in Hongkong wurde zu einer der konsularischen Vertretungen im Amtsbezirks der Botschaft Peking, nachdem es zuvor der Botschaft London zugeteilt gewesen war.
In Hongkong leben mehr als 5000 deutsche Staatsangehörige, und rund 100 deutsche Unternehmen haben Niederlassungen in der Sonderverwaltungsregion.
Von der Volksrepublik zu verantwortende Einschränkungen der Versammlungsfreiheit, des Rechts auf freie Meinungsäußerung und willkürliche Eingriffe in Wahlen und Abstimmungen in Hongkong stellen die deutsche Bundesregierung vor die Frage, dezidiert zu protestieren oder die Situation kommentarlos hinzunehmen. Als Bundeskanzlerin Merkel Anfang September 2019 zu Regierungskonsultationen nach Peking reiste, entschied sie sich für einen Appell an die chinesische Seite, eine friedliche Lösung zu finden.

#### Wirtschaft
Deutschland ist der wichtigste Handelspartner Chinas in Europa und China ist für Deutschland der wichtigste Wirtschaftspartner in Asien.
Im Jahr 2019 exportierten Unternehmen aus Deutschland Güter im Wert von 96 Milliarden Euro nach China, während aus China Güter für 110 Milliarden Euro importiert wurden. Damit betrug das Handelsvolumen im Jahr 2019 rund 206 Milliarden Euro. Es steigerte sich weiter auf 245 Milliarden Euro im Jahr 2021 und auf 254,4 Milliarden Euro (vorläufige Angabe).
Im Jahr 2019 lag der Bestand deutscher Direktinvestitionen in China bei 86 Milliarden Euro. Chinesische Direktinvestitionen in Deutschland haben sich zwischen den Jahren 2004 und 2018 versechsfacht und lagen Ende 2018 bei gut 3 Milliarden Euro.
Chinas Bedeutung für die deutsche Wirtschaft wird im Allgemeinen überschätzt. Lediglich 2 Prozent der Arbeitsplätze in Deutschland hängen (Stand 2020/21) direkt oder indirekt von Exporten nach China ab. Wichtiger ist die Abhängigkeit von Lieferungen aus China, da Unternehmen dort fertigen oder Vorprodukte von dort beziehen. Angesichts der weltpolitischen Entwicklung nach dem russischen Überfall auf die Ukraine 2022 und der in diesem Zusammenhang deutlich gewordenen Abhängigkeiten der Lieferketten mehrten sich in Deutschland Stimmen, die forderten, diese Aspekte mit Blick China genauer zu analysieren und ggf. gegenzusteuern. Auch der Stau von Containerschiffen 2021/22 während der COVID-19-Pandemie machte diese Abhängigkeit deutlich.
Der Anfang der 2020er Jahre gegebene Zustand entwickelte sich innerhalb von rund 40 Jahren. Zu Beginn der Reform- und Öffnungspolitik lag das jährliche Handelsvolumen zwischen der VR China und den beiden deutschen Staaten nur bei rund 100 Millionen DM. In den Jahren 1979 bis 1983 wurden in China ausländische Direktinvestitionen in einer Gesamthöhe von 1,8 Milliarden US-Dollar realisiert.
In der Botschaft der DDR in Peking bestand eine handelspolitische Abteilung (HPA), deren letzter Leiter nach der Wiedervereinigung in Peking blieb und mit einer eigenen Beratungsfirma erfolgreich wurde. Der Saldo des Verrechnungskontos zwischen der DDR und der Volksrepublik China zeigte Anfang Oktober 1990 (Wiedervereinigung) ein Guthaben für die deutsche Seite.
Wie in allen Staatshandelsländern, die keine Einrichtungen der deutschen privaten Wirtschaft zuließen und in denen es vorteilhaft war, Geschäftsanbahnungen zwischen staatlichen Vertretern zu betreiben, bestand an der Botschaft der Bundesrepublik Deutschland ein Referat für Handelsförderung (Handelsförderungsstelle; HaFö), das erst in den frühen 2000er Jahren in der Wirtschaftsabteilung aufging. Die HaFö führte noch im Jahr 1992 eine „Liste deutscher Firmen in China“, die aus 5 hektografierten Din A4 Blättern bestand. Bereits im Jahr 1995 wurde dieses Verzeichnis deutscher Firmen und ihrer Vertretungen in China als gebundenes Werk gedruckt und bestand aus einem 120 Seiten starken Band, der angesichts reißender Nachfrage trotz hoher Auflage innerhalb weniger Wochen vergriffen war.
Da demokratisch verfasste Mitgliederorganisationen in der VR China nicht gestattet waren und sind, trafen sich die Repräsentanten deutscher Firmen in Peking und Shanghai monatlich zum informellen Informations- und Erfahrungsaustausch, genannt Treffen der deutschen Kaufmannschaft. Die Gründung einer deutschen Auslandshandelskammer (AHK), wie sie vom DIHK (vormals DIHT) weltweit betrieben werden, scheiterte stets an dem Verbot dieser Form einer Mitglieder umfassenden Einrichtung.
Der DIHT richtete deswegen zunächst ein Delegiertenbüro der deutschen Wirtschaft ein, das in gleichem Umfang wie eine AHK Dienstleistungen anbietet. Als Rechtsform kam dafür nur eine Repräsentanz des DIHT in Frage. Repräsentanzen dürfen jedoch keinen eigenen Umsatz erzielen. Somit war es dem (und später den) Delegiertenbüros nicht möglich, sich Dienstleistungen bezahlen zu lassen. Das erste Delegiertenbüro entstand Mitte der 1990er Jahre in Shanghai, da die HaFö den Raum Peking inhaltlich abdeckte. Wenig später wurde gleichwohl auch ein Büro des DIHT in Peking eingerichtet. Im Jahr 1999 wurde förmlich die Deutsche Handelskammer in China gegründet, die acht weitere Standorten in China eröffnete und mit den entsprechenden Organisation in Hongkong und Taipei kooperiert. Sie ist nach deutschem Recht organisiert und tritt in der Volksrepublik China mit diesem Status auf.
Das Dienstleistungsgeschäft liegt in den Händen der in China registrierten Firma German Industry & Commerce unter dem Markennamen „DEinternational“. In Peking besteht ferner eine Art von Bürogemeinschaft mit Germany Trade and Invest (GTAI; vormals BfAI).
Die Deutsche Handelskammer in China bietet trotz aller regulatorischer Hindernisse, die symptomatisch für allfällige Beschwernisse im China-Geschäft sind, die Möglichkeit zum allgemeinen und branchenspezifischen Erfahrungsaustausch und erfüllt die wichtige Aufgabe, durch die Erstellung von Meinungsbildern ihrer Mitgliedsunternehmen auf Probleme hinzuweisen und Vorschläge sowie Forderungen zu formulieren, diese zu veröffentlichen und der Bundesregierung vorzutragen.
So wurden oder werden Probleme wie Produktpiraterie, Benachteiligung bei der Vergabe öffentlicher Aufträge und Reisebeschränkungen wegen der Null-COVID-Politik Chinas genannt.
Interessierte Unternehmen und persönliche Mitglieder gründeten am 25. Mai 1987 in Düsseldorf die Deutsch-Chinesische Wirtschaftsvereinigung (DCW).
Die inzwischen in Köln ansässige Vereinigung versteht sich als Netzwerk für Unternehmen aus beiden Ländern. Zu ihren Publikationen gehört das gemeinsam mit der IHK zu Köln seit 1987 herausgebrachte China-Telegramm, das alle zwei Monate erscheint und 20.000 Abonnenten hat.
Einige Industrie- und Handelskammern (IHK) in Deutschland (Nürnberg, Köln, Hamburg und andere) gelten als Schwerpunktkammern für das China-Geschäft.
Der staatliche chinesische China Council for the Promotion of International Trade (CCPIT) unterhält ein Büro in Frankfurt am Main.
Die Chinesische Handelskammer in Deutschland (CHKD) wurde im Jahr 2009 in Berlin als erste Außenhandelskammer Chinas in Europa gegründet. Über 300 chinesische Unternehmen sind Mitglied.
Das Wirtschafts- und Handelsbüro Hongkong, Berlin (HKETO Berlin) wurde im März 2009 eröffnet und ist die offizielle Repräsentanz der Regierung der Sonderverwaltungsregion Hongkong. Das Büro widmet sich der Förderung der Beziehungen in den Bereichen Wirtschaft, Handel, Investitionen und Kultur.
Deutsch-Chinesische Wirtschaftskonferenzen werden seit 2014 jährlich (im September 2024 zum elften Mal) von der Rudolf Scharping Strategie Beratung Kommunikation (RSSBK) in Zusammenarbeit mit dem chinesischen Außenministerium unterstehenden China Economic Cooperation Center (CECC) veranstaltet.
Bundeswirtschaftsminister Habeck besuchte China im Juni 2024 mit einer vorwiegend mittelständischen Wirtschaftsdelegation. Ziel war es, Bewegung in den festgefahrenen Handelsstreit zwischen China und der EU zu bringen.

#### Kultur, Bildung und Wissenschaft
Die Zweigstelle des Goethe-Instituts in Peking geht auf eine Vereinbarung zurück, die am 25. März 1988 in Bonn auf deutscher Seite von Hans-Dietrich Genscher unterzeichnet wurde. Dem deutschen Kulturinstitut wurde allerdings nur das Recht eingeräumt, Sprachausbildung zu betreiben. Programmarbeit war nicht vorgesehen. Neben Peking ist das Goethe-Institut auch in Hongkong und in dem Referat für Kultur und Bildung des deutschen Generalkonsulats Shanghai vertreten.
Das staatliche chinesische Konfuzius-Institut, eine dem Ministerium für Bildung zugeordnete Bildungsorganisation, ist an über 20 Standorten in Deutschland vertreten: Berlin, Bremen, Duisburg, Düsseldorf, Frankfurt, Freiburg, Göttingen, Hamburg, Hannover, Heidelberg, Leipzig, München, Paderborn, Ingolstadt, Nürnberg-Erlangen, Trier und Bonn. Es bestehen ferner Partnerschaften mit deutschen Bildungseinrichtungen: Fachhochschule Erfurt und Fachhochschule Stralsund. Seit 2021 haben zahlreiche Hochschulen in Deutschland und in anderen Ländern die Zusammenarbeit mit den Konfuzius-Instituten reduziert oder eingestellt.
Das Chinesisch-Deutsche Hochschulkolleg (CDHK) wurde 1998 als Gemeinschaftsprojekt des DAAD und der Tongji-Universität in Shanghai gegründet. Das CDHK versteht sich als Brücke zwischen dem deutschen und dem chinesischen Bildungssystem und als Projekt im Wissensaustausch beider Länder.
Gegründet wurde die Tongji-Universität im Jahr 1907 von dem deutschen Mediziner Erich Paulun; die Universität unterhält traditionell zahlreiche Deutschlandkontakte. Ein Vertrag zwischen dem DAAD und der Tongji-Universität besiegelte im Jahr 1996 die Zusammenarbeit und 1997 startete der Deutschunterricht. Im Jahr 1998 startete der Lehrbetrieb für Elektrotechnik und Wirtschaftswissenschaften. Das CDHK-Gebäude liegt auf dem Siping-Campus der Tongji-Universität in der Chifeng Lu und wurde 2002 fertiggestellt.
Der DAAD unterhält eine Außenstelle in Peking und Informationszentren in Guangzhou und Shanghai. Es werden Studienmöglichkeiten für Chinesen in Deutschland vermittelt. Die Anerkennung chinesischer Abschlüsse erfolgt durch die Akademische Prüfstelle (APS) in der deutschen Botschaft Peking. Der DAAD unterstützt auch Studenten aus Deutschland, die an Universitäten in der VR China studieren.
Im Bereich der Forschung besteht in Peking das Chinesisch-Deutsche Zentrum für Wissenschaftsförderung. Es unterstützt den akademischen Austausch von Graduierten und gemeinsame Forschungsprojekte. So wie im wirtschaftlichen Bereich der Technologietransfer zu den Bedingungen der chinesischen Seite für Genehmigung von Auslandsinvestitionen in China gehört, besteht im Bereich der Zusammenarbeit in wissenschaftlicher Forschung und technologischer Entwicklung die Gefahr der ungewollten Offenlegung von Erkenntnissen und Forschungsergebnissen, die (besonders im Dual-Use) auch militärisch genutzt werden können.
Deutsche Auslandsschulen, die zu anerkannten Abschlüssen führen, bestehen in Peking, Changchun, Shenyang, Shanghai und Hongkong. Die Zentralstelle für das Auslandsschulwesen betreut gemeinsam mit dem Goethe-Institut in der VR China 12 Schulen, die dem PASCH-Netz angehören. PASCH steht für „Schulen: Partner der Zukunft“. Neben der Förderung des Deutsch-Unterrichts soll die Initiative bei jungen Menschen das Interesse für Deutschland wecken.
Die Arbeitsgemeinschaft Deutscher China-Gesellschaften (ADCG) ist die Dachorganisation Deutsch-Chinesischer Gesellschaften in Deutschland auf allen Ebenen, insbesondere in den Bereichen Kultur, Wirtschaft, Wissenschaft, Jugend und Sport.
Die Gesellschaft für Deutsch-Chinesische Freundschaft Berlin (GDCF) wurde im Jahr 1976 gegründet. Ziel des Vereins ist es, den Austausch zwischen Deutschen und Chinesen sowie das gegenseitige kulturelle Verständnis zu fördern. Die GDCF hat Unterorganisationen in verschiedenen deutschen Städten.
Die Deutsch-Chinesische Gesellschaft für Wirtschaft, Bildung und Kultur mit Sitz in Landshut widmet sich Förderung der deutsch-chinesischen Zusammenarbeit in den Bereichen Informations- und Bildungsangebote, sowie Wissensaustausch auf kulturellem, wissenschaftlichem und wirtschaftlichem Gebiet.
Der im Mai 2015 gegründete Verein Forum Neue Seidenstraße in Berlin dient dem Lobbyismus. Er will das Projekt Neue Seidenstraße in der Öffentlichkeit bekannt machen und Kontakte zu Verbänden und Vereinen im In- und Ausland sowie zu Botschaften und Ministerien der beteiligten Länder ausbauen.

#### Kunst, Medien, Unterhaltung und Sport
Die Unterhaltungsshow „Heute Abend in Beijing“ mit Udo Jürgens war die erste chinesisch-deutsche Fernsehproduktion. Sie wurde am 1. August 1987 gezeigt.
Im Jahr 2003 trat Udo Lindenberg bei mehreren Konzerten, deren Sponsor Volkswagen China war, zusammen mit Ellen ten Damme und dem chinesischen Rockstar Cui Jian unter anderem in Peking auf.
Der regierungskritische chinesische Künstler Ai Weiwei lebte von 2015 bis 2019 in Berlin.
Am 28. Juni 2015 trat der weltbekannte chinesische Pianist Lang Lang auf dem Saisonabschlusskonzert der Berliner Philharmoniker in der Berliner Waldbühne auf.
Von 1992 bis 1995 war Klaus Schlappner Trainer der chinesischen Fußballnationalmannschaft und technischer Berater des Fußballverbandes der Volksrepublik China. Die Sporthochschule in Shijiazhuang machte ihn am 8. April 2008 zum Ehrendoktor.

### Menschen mit chinesischen Wurzeln in Deutschland
- Yu-chien Kuan (1931–2018), Schriftsteller
- Felix Lee (* 1975), Journalist
- Luo Lingyuan (* 1963), Schriftstellerin
- Dang Qiu (* 1996), Tischtennisspieler

### Vor dem Ersten Weltkrieg
- Ueber die Hoffnungen deutscher Industrie auf einen Handelsverkehr mit China. In: Illustrirte Zeitung. Nr. 6. J. J. Weber, Leipzig 5. August 1843, S. 87–88 (Wikisource).

### Zwischen den Weltkriegen
- Bernd Eberstein: Preußen und China. Eine Geschichte schwieriger Beziehungen. Duncker & Humblot, Berlin 2007, ISBN 978-3-428-12654-5.
- William C. Kirby: Germany and Republican China. Stanford University Press, Stanford CA 1984, ISBN 0-8047-1209-3.
- Frederick F. Liu: A Military History of Modern China. 1924–1949. Princeton University Press, Princeton NJ 1956.
- Bernd Martin (Hrsg.): Die deutsche Beraterschaft in China, 1927–1938. Militär, Wirtschaft, Außenpolitik. hrsg. in Verb. mit dem Militärgeschichtlichen Forschungsamt. Droste, Düsseldorf 1981, ISBN 3-7700-0588-0.

### Nach Gründung der Volksrepublik
- Günter Ederer, Jürgen Franzen: Der Sieg des himmlischen Kapitalismus. verlag moderne industrie, Landsberg/Lech 1996, ISBN 3-478-35210-X.
- Rüdiger Machetzki (Hrsg.): Deutsche-chinesische Beziehungen. Ein Handbuch. Hamburg 1982, ISBN 3-921469-94-5.
- Werner Meißner (Hrsg.): Die DDR und China 1945–1990: Politik – Wirtschaft – Kultur. Akademie Verlag, Berlin 1995, ISBN 3-05-002806-8.
- Konrad Seitz: China – Eine Weltmacht kehrt zurück. Siedler, Berlin 2000, ISBN 3-88680-646-4.

### 21. Jahrhundert
- Arthur Kroeber: China’s Economy. What Everyone Needs to Know. Oxford University Press, New York City 2016, ISBN 978-0-19-023903-9.
- Wei Manske-Wang, Stephan Jüngling und Tobias W. Loitsch Hrsg. Gemeinsame Horizonte. Die Zukunft gestalten mit China. Drachenhaus Verlag. 2025. ISBN 978-3-943314-85-4.
- Klaus Mühlhahn: Geschichte des modernen China. C.H. Beck. München 2021. ISBN 978-3-406-76506-3.